# Otterfell

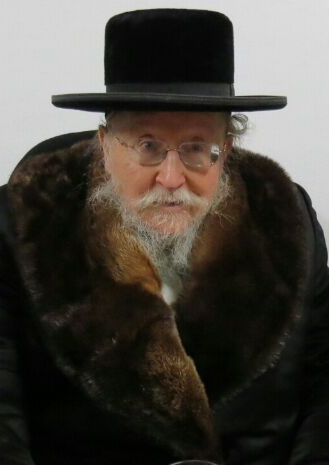
Rabbi Ben Zion Rabinovitz von Biala im Gehpelz, mit Besatz aus nordamerikanischem Otter (2017)

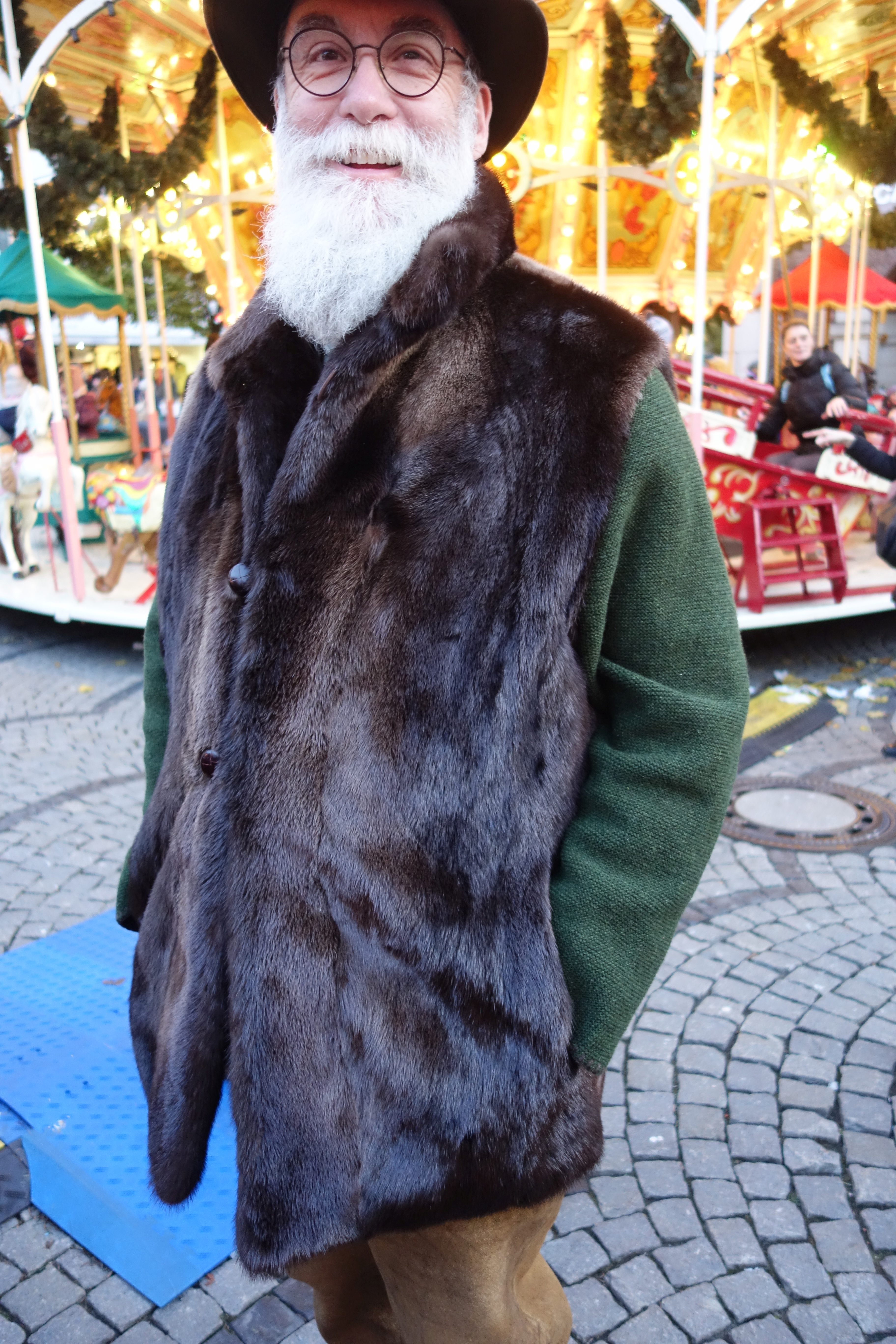
Herrenweste aus kanadischem Otter (2019)

Otterfelle gelten als die haltbarsten unter den Pelzen; in den Haltbarkeitstabellen für Pelze stehen sie an oberster Stelle. Sie werden im Rauchwarenhandel nach ihrem Herkommen unterschieden. Die ursprünglich in der ganzen Welt beheimateten Otter sind in den meisten Gebieten inzwischen selten geworden. Sie fehlen, außer in den Polargebieten, nur in Australien und Polynesien. Der Handel ist fast ganz zum Erliegen gekommen. Im Wesentlichen sind nur noch nordamerikanische Otterfelle im Handel. Die meisten Herkommen unterliegen den Handelsbeschränkungen oder absoluten Handelsverboten des Washingtoner Artenschutzübereinkommens.
Europäische Otter bezeichnet der Pelzhandel traditionell als Landotter.
Bei den Ottern findet man mit bis etwa über einem Meter Kopfrumpflänge die größten Vertreter der Marder (Riesenotter und Seeotter).

## Allgemein
Wie bei allen Mardern sind die Männchen etwa ein Viertel größer als die Weibchen. Ihr Fell ist entweder gleichmäßig braun-grau, manchmal leicht gesprenkelt und häufig etwas heller am „Kragen“ und/oder am Bauch. Sie besitzen mit mehr als 1000 Haaren pro mm² eines der dichtesten Felle im Tierreich. Durch den Aufbau des Fells – lange Fellhaare schützen das dichte, weiche Unterfell – können sie auch bei längerem Aufenthalt im Wasser eine isolierende Luftschicht um den Körper halten. Wegen dieses dichten, stabilen Haarkleids wird dem Fell seit alters her die größte Haltbarkeit aller Pelzarten nachgesagt. Der Haarwechsel erfolgt, wie meist bei viel im Wasser lebenden Tieren, sehr langsam und nicht als zweimaliger jahreszeitlicher Fellwechsel. Zumindest beim Seeotter ist die Härung im Sommer stärker, so dass das Winterfell dichter ist.
Der Haltbarkeitskoeffizient für Otterpelz wird mit 90 bis 100 Prozent angegeben. Bei einer Einteilung der Pelztiere in die Haar-Feinheitsklassen seidig, fein, mittelfein, gröber und hart wird das Seeotterhaar als seidig eingestuft, das Fischotterhaar als fein.
Otter wurde hauptsächlich für Mäntel und Jacken und für Besätze auf feinen Herren-„Gehpelzen“ verwendet. D'Annunzio beschrieb in der seriösen römischen Zeitschrift La Tribuna bereits im Jahr 1884 geradezu überschwänglich die ersten langen, mit Biber besetzten Ottermäntel, offenbar einige der frühesten modernen, mit dem Haar nach außen getragenen Pelzbekleidungen überhaupt. Abgesehen davon, dass alle Arten bis auf Lutra canadiensis inzwischen durch Handelsverbote des Washingtoner Artenschutz-Übereinkommens geschützt sind (Höchstschutz für südamerikanische Ottern seit 20. Juni 1976), finden die ehemals so begehrten Felle durch die Begünstigung der jetzigen Mode von leichten Materialien zumindest in den wärmeren Ländern kaum Beachtung. Von der IUCN wird der Fischotter insgesamt als „gering gefährdet“ eingestuft. Der Populationstrend ist jedoch abnehmend.
Wenn nicht anders angegeben, werden die Felle der einzelnen Herkommen dem Pelzzurichter unaufgeschnitten, rund abgezogen angeliefert, mit dem Haar nach außen, teils nach innen.
Etwa um 1900 waren Felle der Otterspitzmaus (Westafrika, Kongoraum und Angola) als Babyotter im Handel. Das Vorkommen ist jedoch begrenzt und die Anlieferung war deshalb sehr klein. Auch das Nerzfell war einmal fälschlich als Otter im Handel, unter der Bezeichnung Sumpfotter.

## Fischotter
Als Fischotter werden verschiedene Arten auf der ganzen Welt bezeichnet, die oft beträchtliche Unterschiede in Bezug auf Größe, Farbe und Haarstruktur aufweisen. In den meisten Gebieten sind sie selten geworden: Nicht nur, dass die Fischer ihnen nachstellten – auch die Felle waren überall begehrt. Der Otter hat kaum natürliche Feinde, entscheidend für den Bestandsrückgang war neben der Bejagung vor allem die zunehmende Verdrängung durch die Kultivierung. Hinzu kam eine mit der Verschmutzung der Flüsse und Seen einhergehende Abnahme des Fischbestands.
Die Kopfrumpflänge beträgt bis über 110 Zentimeter, der behaarte Schwanz ist 30 bis 55 Zentimeter lang. An den Vorder- und Hinterpfoten befinden sich Schwimmhäute. Das Haarkleid ist vorwiegend braun in allen Schattierungen, mitunter blauschwarz bis fast schwarz, bläulich bis bräunlich, gräulich bis rötlich, gelegentlich auch bis graubraun. Selten ist es grauweiß getüpfelt oder reinweiß. Die Bauchseite ist dichter im Haar und heller gefärbt (dunkel- bis aschgrau). Der für viele Marderarten typische Kehlfleck ist weißgelblich bis rötlich. Vorderhals und die Kopfseiten sind weißlich graubraun. Das Unterhaar ist hellgrau bis gelbbräunlich, manchmal weißgrundig (die dunklen indischen und die USA-Sorten), auch lachsfarben (Brasilien).
Bei nördlichen Fischottern haben die Rückenhaare folgende durchschnittliche Längen (in Millimetern): Leithaare 24,2, Grannenhaare 18,4 und Wollhaare 14,6. Am Bauch ist die Behaarung etwas kürzer, aber dichter. Auf 1 Quadratzentimeter Rückenfläche stehen etwa 35.000 Haare, am Bauch etwa 50.000 Haare. Auf ein Deckhaar entfallen am Bauch 120, am Rücken 155 Wollhaare.
Das Leder ist leicht bis schwer.

### Europa und asiatische Teile Russlands (Eurasischer Fischotter)

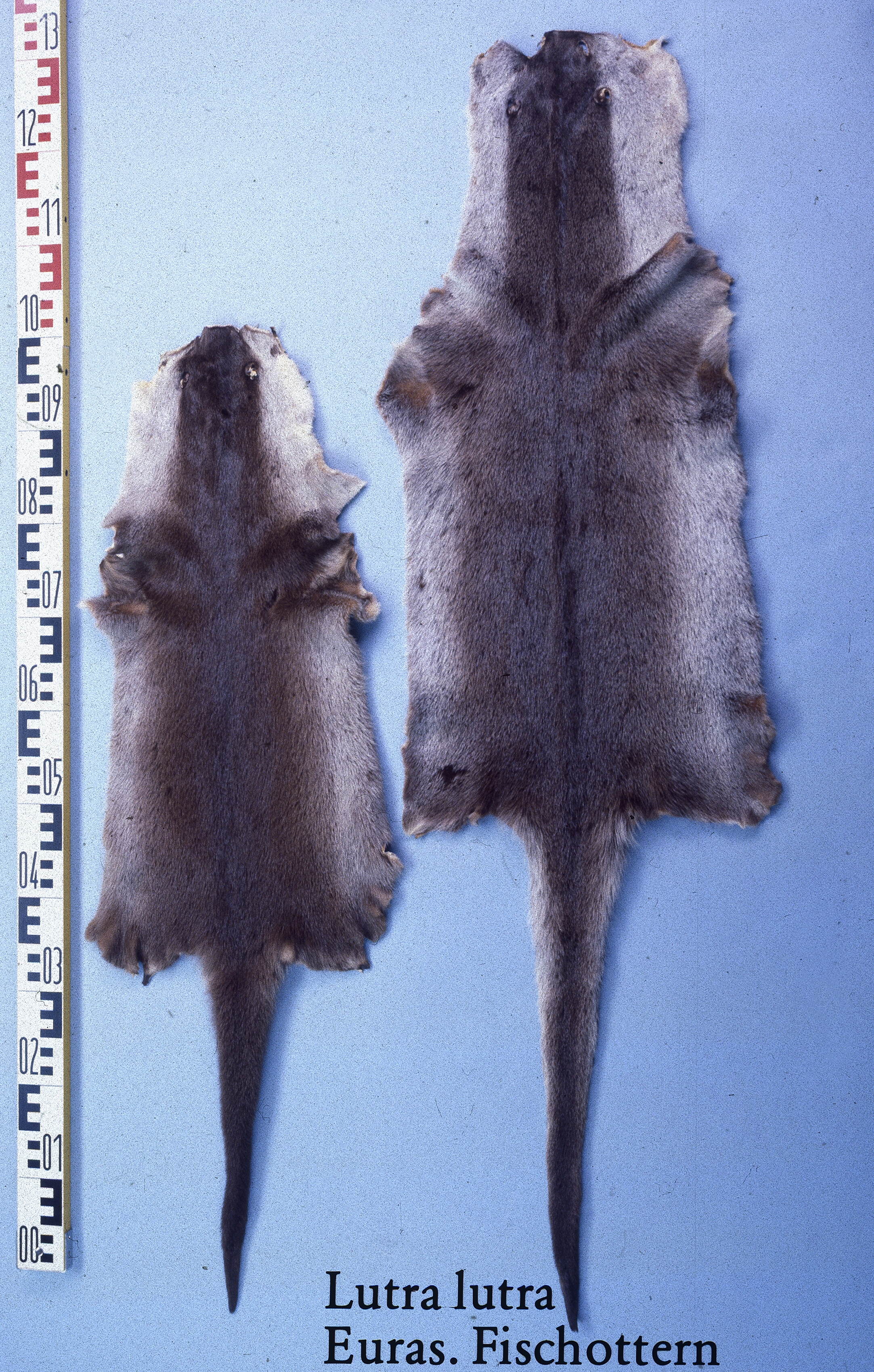
Zwei eurasische Fischotterfelle

Alle Fischotter stehen in Anhang II des Washingtoner Artenschutz-Übereinkommens, einige Arten, wie beispielsweise der Eurasische Fischotter, der Südamerikanische Fischotter neben anderen sogar in Anhang I (absolutes Handelsverbot).
| Größen |               |  | Sorten |                    |
| ------ | ------------- |  | ------ | ------------------ |
| Large  | 90 bis 110 cm |  | I      | vollhaarig         |
| Medium | 70 bis 90 cm  |  | II     | weniger vollhaarig |
| Small  | bis 70 cm     |  | III    | halbhaarig         |

Herkunft
- Norwegen und Schweden lieferten die besten Eurasischen Fischotter-Felle, mit dichter, dunkelgrauer Unterwolle und feinen weichen, dunkelbraunen Oberhaaren. Qualitativ und farblich kommen die skandinavischen Otter, insbesondere die Lappländer, fast den Alaskaottern gleich.
- Schweiz, Süd- und Mitteldeutschland, England: Die Felle sind teilweise schön in der Farbe. Felle aus Österreich, Frankreich und dem Balkan sind kleiner. Die besten deutschen, rauchen und dunklen, Felle kamen früher aus Bayern.[9] Tschechische Sorten sind ebenfalls rauch und dunkel.
- Griechenland, die Felle sind von sehr geringer Qualität („spießig“), besser sind die Mazedonier.
- Russland, Sibirien: Es wird hier unterschieden in
  - europäische Otter aus West-, Nord-, Zentral- und Südrussland, und
  - sibirische, von denen die helleren, mit gelblichem Ton (südsibirische) kaukasische genannt werden, während die dunklen, bläulichen Felle als sibirische gehandelt wurden.

Felle ganz junger Otter wurden als Milchotter gehandelt.

### Nordamerika

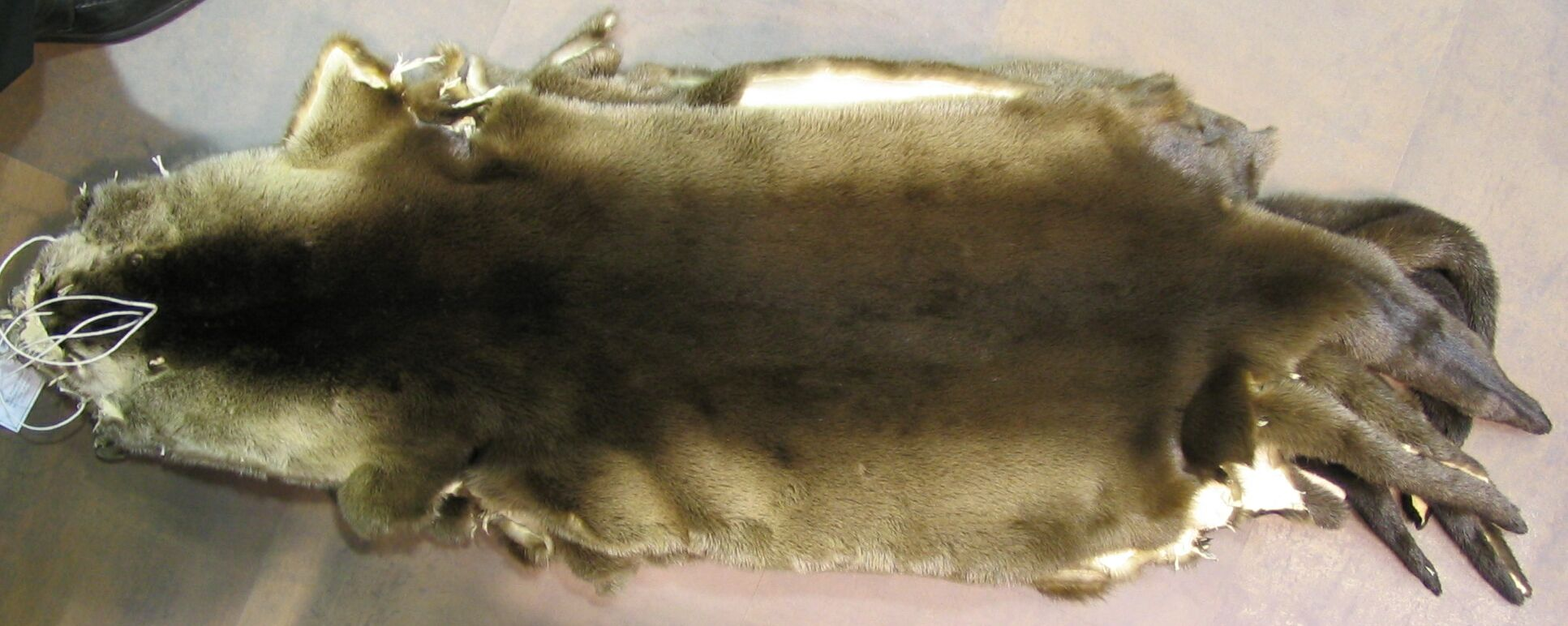
Sortiment kanadischer Otterfelle

Das Vorkommen der Nordamerikanischen Fischotter, auch Kanadischer Otter, lange Zeit im Handel vor allem Virginischer Otter genannt, ist Alaska und Labrador bis zu den Südstaaten der USA. Er kommt in 45 US-Staaten und in allen kanadischen Provinzen vor, außer auf den Prince-Edward-Inseln. Die besten Sorten befinden sich im Nordosten (besonders seidig und dicht). Einige dunkle Sorten fallen durch eine hell- bis weißgrundige Unterwolle auf. Haben diese Felle ein gedrungenes Haar, wurden sie in der Vergangenheit, wie auch helle und missfarbige, gerupft und schwarzgefärbt (sealfarben). Die westlichen Herkommen sind qualitativ und farblich schwächer sowie gröber und schütterer in der Unterwolle. Nur die Alaskaotter sind noch feiner (mittelseidig). Im Süden ist die Qualität meist geringer.
Die Fellfarbe reicht von hellbraun bis bläulichschwarz. Felle aus den USA, insbesondere aus dem Norden, sind oft dunkelfarbig, die westlichen Sorten braun. Aus Alaska kommen auch blaubraune Felle. Das Haarkleid der Florida-Otter ist besonders dicht, braun bis fast schwarzbraun. Die Fellgrößen variieren erheblich.
Die nordöstlichen sind im Leder meist dünn (leichtledrig), Zentrale (USA) und Westliche sind etwas schwerer. Das Leder der mittel- und ostkanadischen Sorten ist sehr sauber, mit dem Bimsstein gereinigt. Vor allem ist es frei von Aas, während bei den anderen amerikanischen Sorten das Leder oft stark mit Fett behaftet ist, insbesondere die aus Carolina und Florida.
1960 wurde beschrieben, dass die nordamerikanischen Otterfelle oft krummspitzig in der Granne („versengt“) aus der Pelzzurichtung kommen. Je dunkler und feinhaariger eine Partie war, desto mehr krummspitzige Felle fielen an. Als Ursache wurde ein unsachgemäßes, zu warmes Trocknen der Rohfelle angenommen, da ein Krummspitzigwerden bei sachgemäßer Zurichtung von den Veredlern ausgeschlossen wurde. Die Neigung zur Krummspitzigkeit ist dem Haar bereits im Rohzustand anzusehen, insbesondere an einer Krummspitzigkeit der Hinterpfoten. Ist ein Fell an den Hinterpfoten krummspitzig, ist es meist auch der Rücken.
Die Fellgrößen zwischen den Sorten sind mehrfach unterschiedlich.
Hudson’s Bay Company und Annings LTD., London sortieren wie folgt:
- Herkommen: LS (Oberer See) & MR (Moose River), Alaska, USA, Skandinavien
- Größen: xx large (über 40 inch), x large (38 bis 40 inch), large (36 bis 38 inch), medium large (34 bis 36 inch), medium (32 bis 34 inch), small (unter 32 inch)
- Sorten: dark (dunkel), medium (mittel), pale (hell)

Die Felle werden rund abgezogen angeliefert, mit dem Haar nach innen.

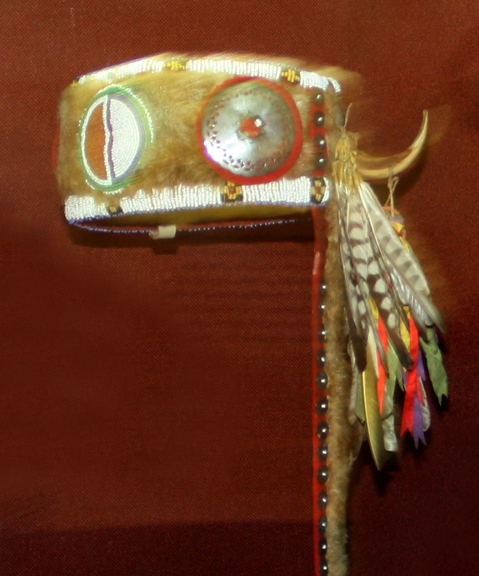
Otterfellmütze der Tonkawa-Indianer, Oklahoma (ca. 1880)
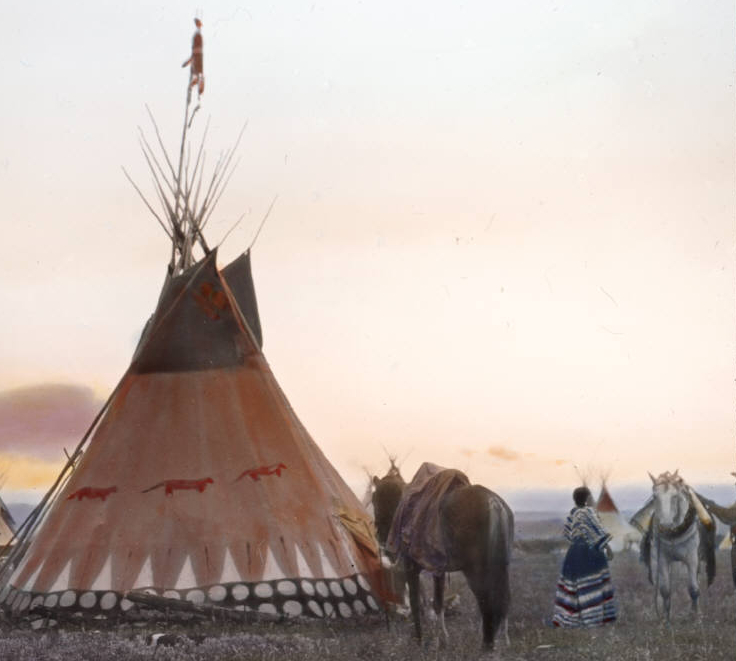
Siksika-Indianer-Tipi mit Otterbemalung und Otterfell oben an der Spitze (Walter McClintock, 1870–1949), vor 1947

Nordöstliche

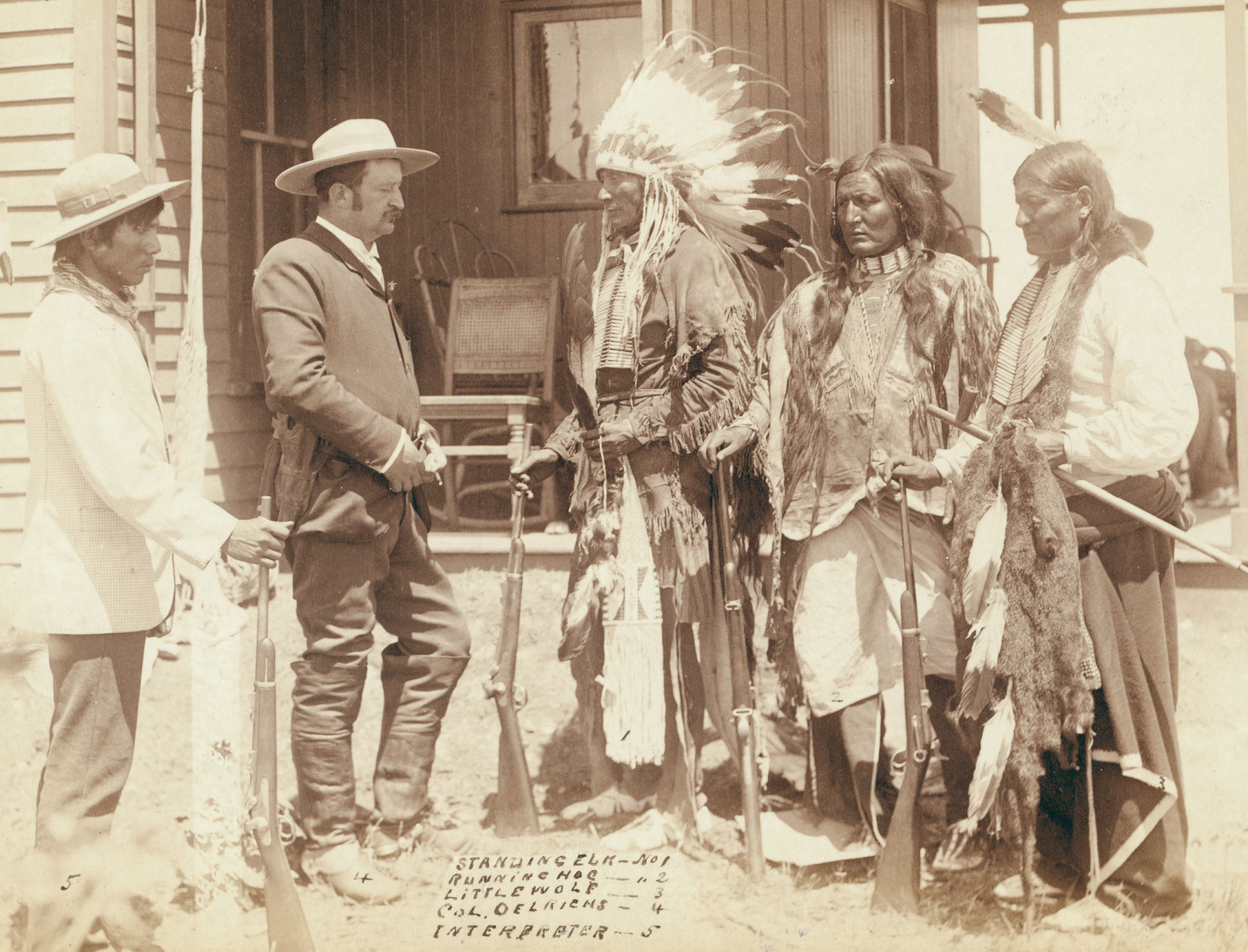
Cheyenne-Indianer, rechts mit Otterfell und Otterfell-Hemdbrust unter einer Hair-Pipe-Brustplatte

Voll im Haar (rauch), manchmal fast seidig, gedrungen; dunkel bis fast schwarz; leichtledrig. Die Qualität ist im Allgemeinen sehr gut.
- 1. Eskimo Bay (EB)

Sehr fein; dunkel bis fast schwarz (bläulich). Allerfeinste Qualität.
- 2. Fort George (FG)

Sehr fein; dunkel bis fast schwarz (bläulich).
- 3. East Maine (EM)

Sehr fein; fast schwarz (bläulich).
- 4. Maine River (M)

Sehr fein; dunkelbraun.
- 5. Labrador (Lab)

Sehr fein; sehr dunkel.
- 6. Neufundland (NFL)

Sehr fein; dunkelbraun.
- 7. York Fort (YF)

Sehr fein; dunkelbraun bis hellbraun.
1–3 groß – 4–7 etwas kleiner
Östliche
Mittelgroß bis groß; gröber, dicht; heller. Meist schwereres Leder.
- 8. Halifax (Neu-Schottland)

Groß, dunkelbräunlich; kräftiges Haar.
- 9. Ostküste (USA): Maryland, Kentucky

Dunkelbräunlich.
- 10. Nord-Carolina, Süd-Carolina

Dunkelbräunlich. Bessere Qualitäten aus Nord-Carolina.
- Südstaaten: Alabama, Louisiana, Mississippi

Kleiner; dunkelbräunlich, teils weniger gut in der Farbe (u. a. Alabama); schwächer in der Unterwolle; schwerledrig.
- 12. Georgia (Osten), Florida

Größer; gröber, dünner im Haar (schütter); rötlich bis braun; fettig im Leder.
Westliche und Zentrale
Groß bis sehr groß; gröber, schwächer bis dicht; heller; schwerer im Leder.
- 13. Alaska

Die größte Sorte; dicht; mittelfarbig bis dunkel. Hellere Felle eignen sich besonders zum Rupfen.
- 14. West-Kanada (North Western)

Groß; schwache Unterwolle; hell bis dunkel.
- 15. British Columbia

Groß; sehr braun; schwerledrig.
- 16. Kalifornien

Sehr groß; hell bis mittelfarbig.
- 17. Westliche Zentralstaaten (Wyoming bis Mexiko und Sonora)

Sehr groß; hell; „knorriges“ Leder.

### Mittel- und Südamerika

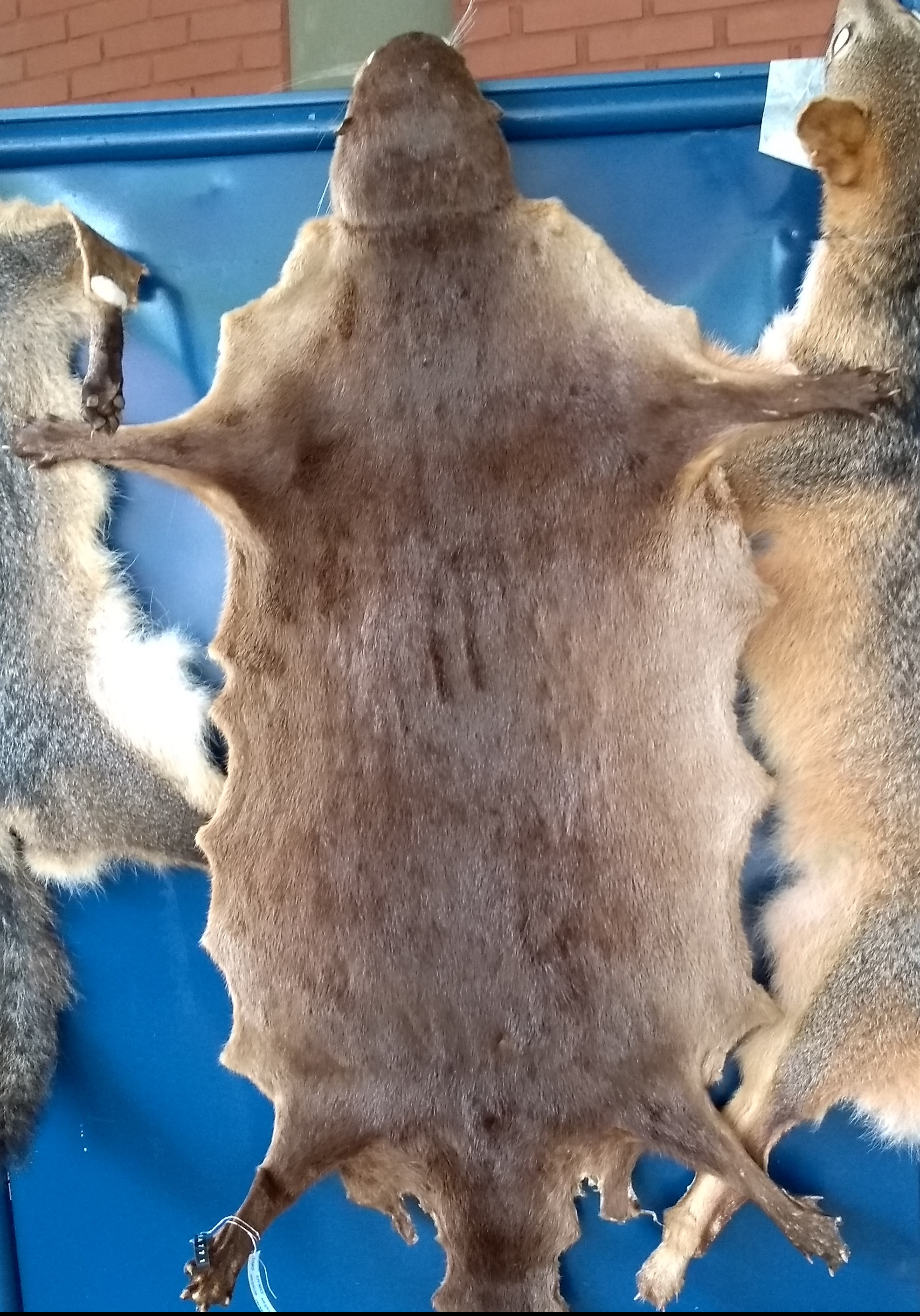
Argentinischer Otter
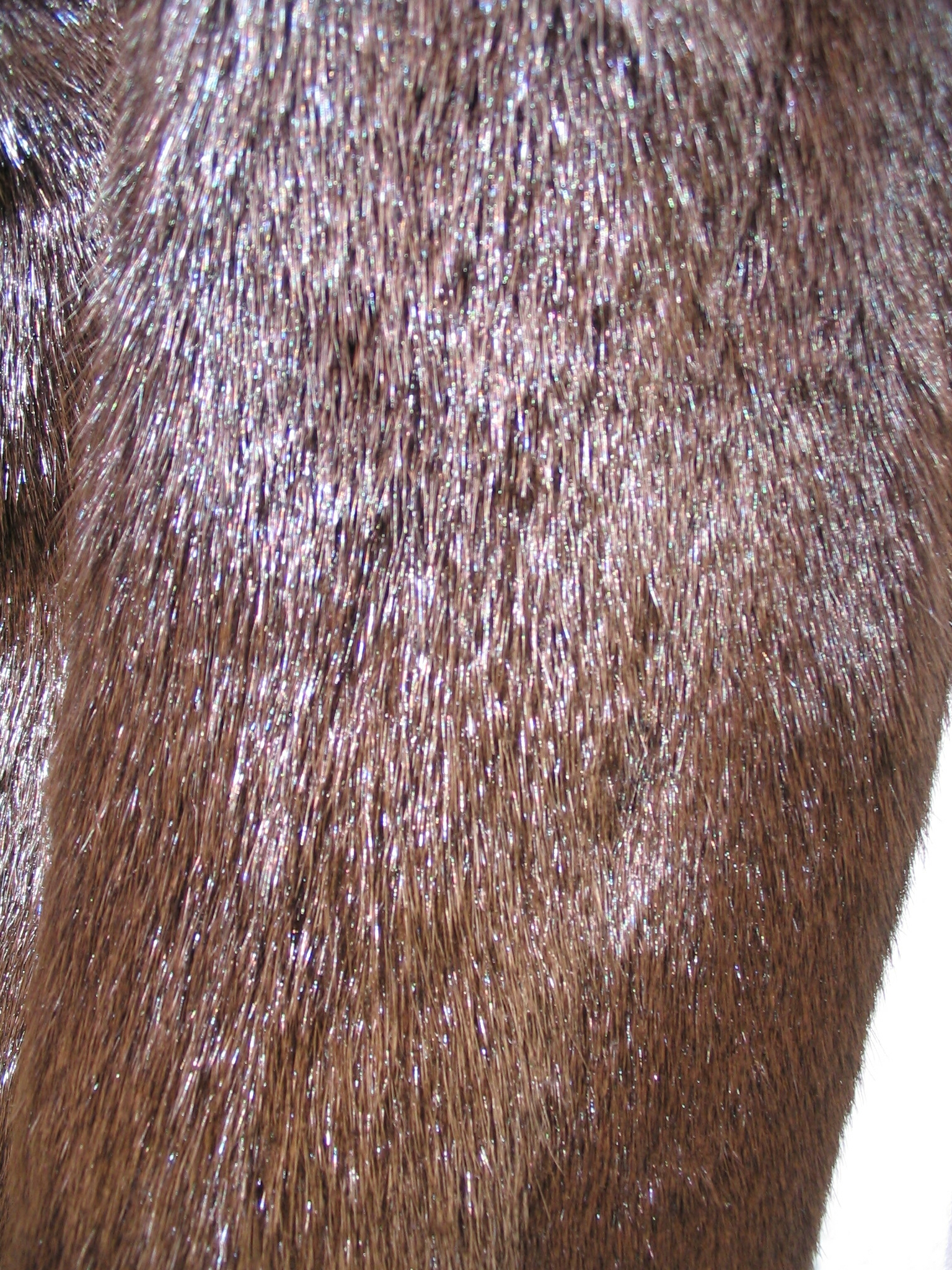
Brasilianischer Otter

Südamerikanische Otter (vier Arten) sind, bis auf den Riesenotter, wesentlich kleiner als nordamerikanische; Länge, Stärke und Dichte des Haares sind den nordamerikanischen Herkommen nicht gleichwertig. Die Behaarung ist wesentlich flacher, meist glatt anliegend und gröber. Die Unterwolle ist nicht so fein und erheblich kürzer und flacher als bei den nordamerikanischen.
Neben dem Riesenotter leben in Südamerika der Küstenotter („Meerotter“), der Südamerikanische Fischotter, der Südliche Flussotter.
Am besten sind die südlichen Sorten. Mitunter ähneln sie fast den arktischen Herkommen. Qualitativ geringer sind die Felle gemäßigter Zonen. Gut in der Farbe sind Felle aus dem Amazonasgebiet, dunkel mit dunklen Flanken. Dagegen sind Otter aus Paraguay, Bolivien und andere sehr unterschiedlich in der Farbe, oft haben sie orangefarbene Flanken. Die Felle tropischen Vorkommen sind qualitativ von allergeringster Qualität, so dass sie „kaum noch die Bezeichnung Pelzfell verdienen.“
- Süden

Als beste, besonders rauche Sorten gelten die aus Feuerland, dem südlichen Chile, Patagonien, Uruguay und Süd-Brasilien. Sie sind voll im Haar („gut rauch“); vorwiegend mittel- bis dunkelbraun.
- Südosten (Argentinien)

Das Oberhaar ist dicht anliegend, mäßig lang, glänzend. Die Unterwolle ist dicht; dunkelbraun.
Aus Argentinien kommende Felle waren im Leder gereinigt und sehr sorgfältig rechteckig gespannt, die Handelsbezeichnung war Washbacks. In Buenos Aires wurden Otterfelle als Lobo (del Rio), in Punta Arenas die besten Felle als Nutrias Maghellanes gehandelt (Nutria meint im Spanischen den Otter). Beim Verkauf durch den Londoner Rauchwarenhandel wurden die Herkommen nicht mehr angegeben, sie wurden einheitlich als Südamerikanische Otter weitergehandelt.
- Westen (Ecuador südwärts)

Die Felle sind kleiner als argentinische Sorten. Die besten kommen aus Chile (Puerto Monti und Chilos).
- Tropen

Sehr geringe Qualität, grob. Wurde als Leder verwendet.
Riesenotter, Ariranha-Otter

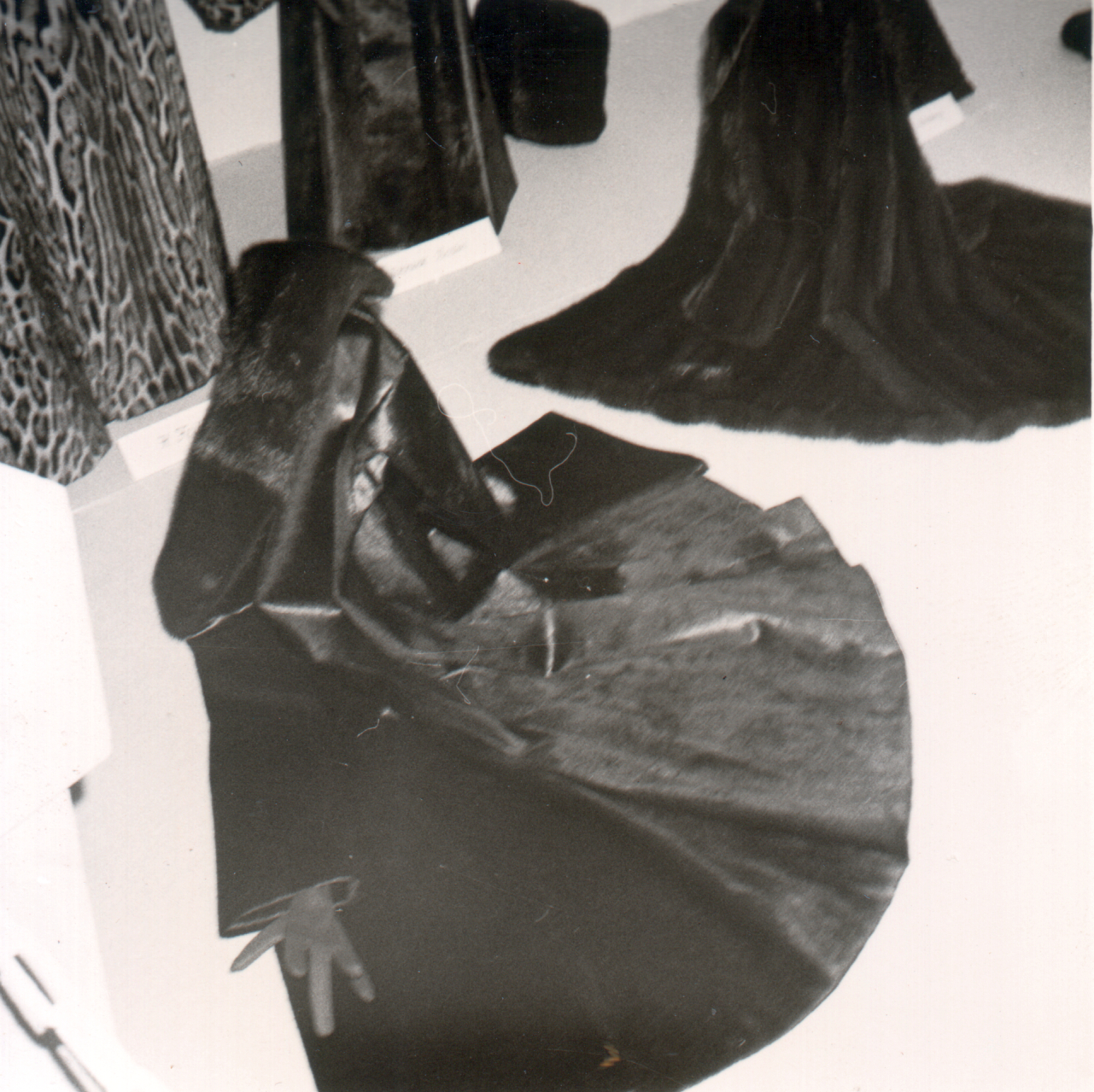
Prämierter Ariranha-Ottermantel (etwa 1970/80er Jahre)

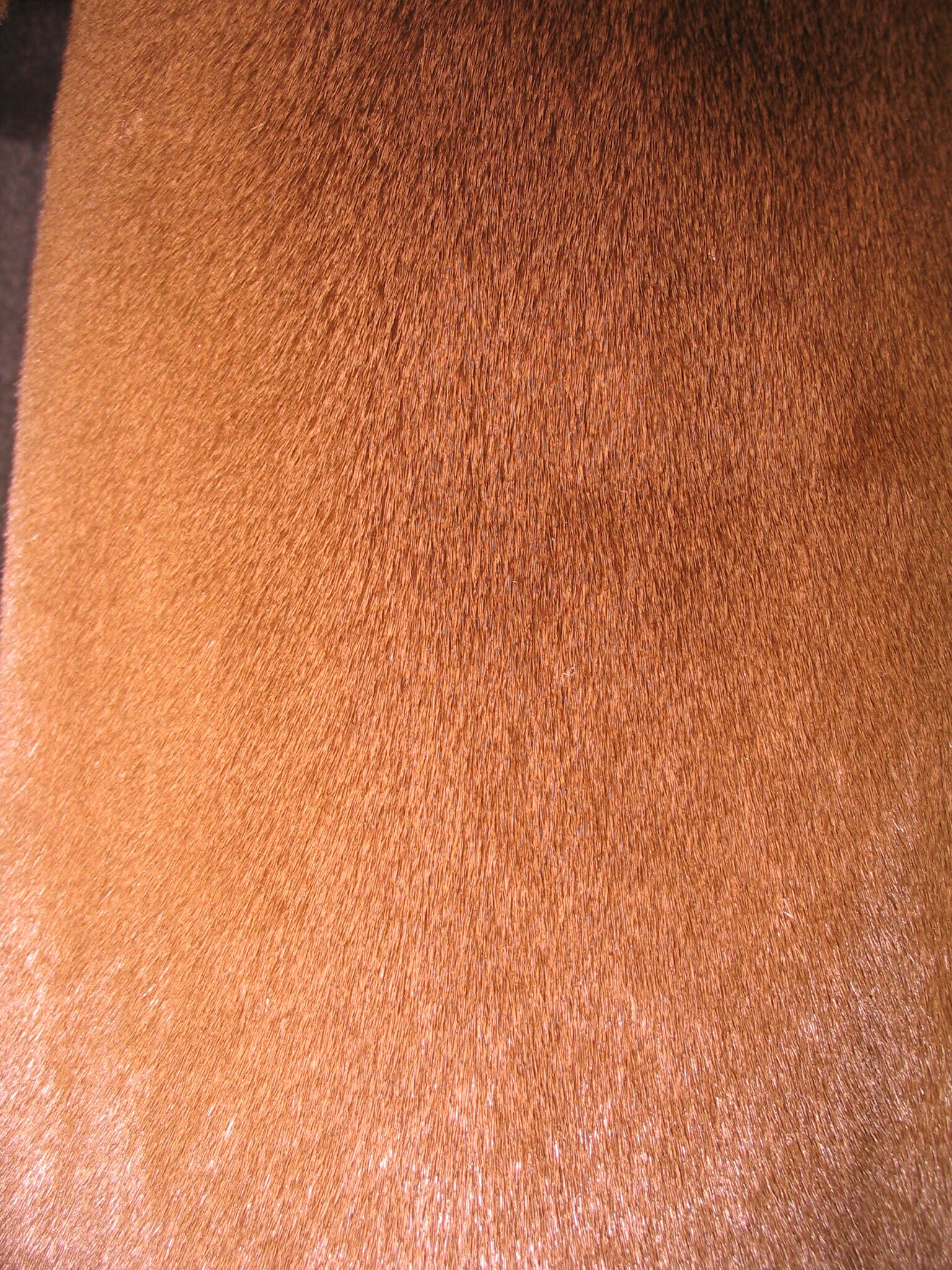
Ariranha-Otter

Das Fell des Riesenotters war als Lontra oder Ariranha im Handel. Der Riesenotter bildet mit seinem trotz der erheblichen Größe kurzhaarigen und feinen Fell eine Besonderheit. Er hat eine Kopfrumpflänge von 100 bis 150 Zentimeter, hinzu kommt der Schwanz mit etwa 70 Zentimetern. Er lebt in den Tropengebieten, an Flüssen in Venezuela, Guayana bis Uruguay und Argentinien. Die Behaarung, zumindest der in den Handel gekommenen Felle, war flach, kurzgrannig und auffallend seidig; die Unterwolle dicht. Die Färbung ist hellbraungelb bis schokoladenbraun, der Unterhals hat längliche, bis zur Brust reichende weißliche Flecken.
Abweichend davon schrieb Schöps 1960, die Ariranha-Otterfelle würden wegen des groben Haares für die Pelzverarbeitung als wenig geeignet angesehen. Die Behaarung sei kurz, grob bis hart, schwach entwickelt; seehundähnlich. Dem Handel, insbesondere dem Londoner Rauchwarenmarkt, wurden daher nur kleinere, für Pelzzwecke noch brauchbare Mengen zugeführt. Je nach Herkunft wurden sie als Amazonas, Orinokos usw. gehandelt. Nur die Amazonas eigneten sich für Mäntel, der Rest wurde zu Leder verarbeitet.
Alle Otter Südamerikas stehen inzwischen unter dem vollen Schutz des Washingtoner Artenschutz-Übereinkommens.

### Afrika

#### Westafrika, Zentralafrika (Kongootter), Südafrika (Rhodesiaotter)
In Afrika lebt der Fleckenhalsotter, von dem nur der im Kongo lebende Kongo-Otter und der südafrikanische Rhodesia-Otter in Europa gehandelt wurden.
Die großen Sorten sind 90 bis 100 Zentimeter lang und 60 Zentimeter breit, die kleinsten Felle bei vorwiegend breiter Spannung 25 bis 30 Zentimeter im Quadrat, bei normalem Ausspannen haben sie eine Länge von 40 bis 50 Zentimeter. Die Anlieferung war einmal bedeutend. Das Fell ist grob, oft spießig, teils gut gedrungen. Die Unterwolle ist sehr schwach bis verkümmert. Die Farbe reicht von mittelbraun bis dunkelbraun (kastanie), teils weiß getüpfelt, metallisch (bläulichgrau) glänzend, das Unterhaar ist gelbbraun. Der Kehlfleck ist oft feurig orangefarbig.
Der Kapotter ist im ganzen Afrika südlich der Sahara von Abessinien beheimatet. Die zur Gattung der Fingerotter gehörenden Tiere haben, anders als die Fischotter mit ihren „nagelartigen“ Krallen, nur kleine oder gar keine Krallen, die Schwimmhäute zwischen den Zehen sind nur wenig ausgeprägt. Sie erreichen eine Kopfrumpflänge von 95 bis 100 Zentimeter, der Schwanz wird etwa 55 Zentimeter lang. Das Haarkleid ist stumpfbraun mit vereinzelten weißlichen Zeichnungen an der Wange, der Kehle und der Brust.
Die Felle der Kongo- und Kap-Ottern wurden beim Trocknen in eine rechteckige Form gespannt, durch die Ausdehnung an den Nagelstellen ähnelten sie in der Form einer gezahnten Briefmarke. Diese beiden Otterarten erreichen nicht die Fellqualität der übrigen Herkommen aus Afrika und Madagaskar. Die Behaarung ist flacher, ebenso gegenüber den indischen und ostasiatischen Sorten.
Felle des Rhodesiaotters sind größer als die des Kapotters; Qualität und Farbe sind jedoch weniger ansprechend.
Bei der Veredlung fielen mitunter 30 Prozent krummspitzige (versengte) Felle an. Große (reguläre) und mittelgroße Sorten wurden vorwiegend ungefärbt und ungerupft zu Kragenbesätzen gearbeitet, die guten Sorten des Kongootters auch zu Mänteln. Die Untersorten gingen meist nach China. Sehr große Felle wurden wegen ihrer geringen Qualität oft zu Leder gegerbt.
Von der dritten Art, dem Kleinkrallenotter, stehen einige Populationen in Anhang I des Washingtoner Artenschutz-Übereinkommens (absolutes Handelsverbot). Vom Kongo-Otter hieß es 1988, dass seit geraumer Zeit keine Felle mehr zur Anlieferung gekommen waren. Auch die Felle der Kap-Ottern kamen um 1988 nur noch ganz vereinzelt in den Handel.

#### Ostafrika
Die Felle aus Ostafrika entsprechen der afrikanischen Durchschnittsqualität. Es fielen jedoch auch gute Felle an; in kleiner Zahl auch schwarzbraune Felle. Die Anlieferung erfolgt offen, meist quadratisch, größere Felle waren rechteckig gespannt.

### Asien

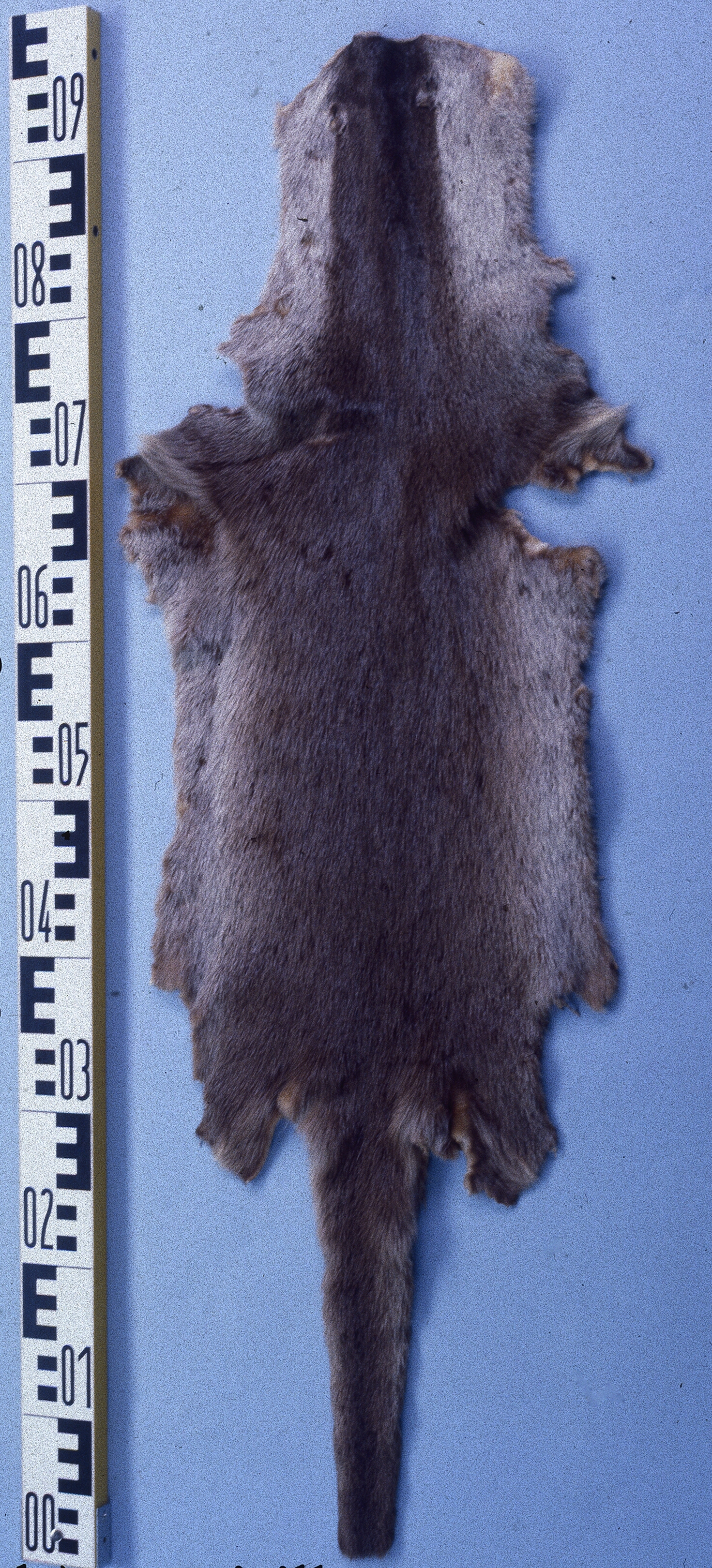
Indisches Otterfell

Das Vorkommen des Eurasischen Fischotters in Asien erstreckt sich bis Indien, China, Korea und Japan. In Asien leben außerdem der Indische Fischotter, vom Irak bis Indochina und Sumatra und der Haarnasenotter in Thailand, Sumatra, Borneo, Kambodscha und Vietnam.
Die in Asien anfallenden Otterfelle kommen teils nach ihrem Herkommen als Indische Otter, Burma-Otter und wegen ihrer tiefdunklen Farbe mit dunkler Bauchseite als Black-Otter in den Handel. Burma-Otter sind besonders dunkel (fachsprachlich „blau“). Zeitweise kamen große Mengen chinesischer Otter auf den Weltmarkt, wegen der flachen Behaarung eignen sie sich weniger zum Rupfen. Ein weiterer Hauptlieferant war Japan.
Da die Größen wie auch die Färbung innerhalb der Herkommen sich beträchtlich unterscheiden können, kann der Fachmann die Ursprungsgegend oft nur an der Behandlung der Felle erkennen. Teils sind sie unaufgeschnitten in der Form eines langen Dreiecks gespannt (zum Kopf spitz zulaufend, nach unten in die Breite), teils offen, breit gespannt.

#### China, Korea
Die aus der nördlichen Mandschurei und Korea kommenden Fischotterfelle sind im Haar kräftig, die südlichen und zentralen Herkommen sind flach. Die Färbung variiert von dunkelbraun über schokoladenfarbig bis gelblichbraun. Die Unterwolle ist kurz, dicht, gelblichgrau. Die Größeneinteilung ist: klein 40 bis 45 Zentimeter, mittel 55 bis 60 Zentimeter, groß 80 bis 100 Zentimeter.
Der Anfall in China war einmal beträchtlich, vor allem in Chekiang (Zhejiang) und Hupeh (Hubei). Die Felle wurden größtenteils in China selbst verwendet, für Mützen und Pelzfutter, gerupfte Otter hauptsächlich ungefärbt. Für die traditionelle, typische Kleidung tibetanischer Nomaden, den Lokbar, dessen unterer Rand mit Otter-, Gazellen- oder anderen Fellen besetzt ist, wurden um das Jahr 2000 auf chinesischen Märkten Fischotterfelle angeboten.

#### Südasien (Indien)
Südasiatische Qualitäten sind klein bis mittelgroß; kurzhaarig, grob; hellbraun bis gräulich; die Unterwolle ist schwach. Die Anlieferungen sind oben spitz, unten breit gespannt. Aus Indien kommen auch sogenannte weiße Otter, bei denen die Bauchseite reinweiß ist, der Rücken braun mit verstreuten hellgrauen Haaren.

#### Zentralasien (Himalaya)
Der sehr kleine Anfall entsprach den südasiatischen Sorten, jedoch mit gröberem Haar.

#### Westasien (Bagdadotter)
Die aus dem Iran angelieferten Felle kommen in Beutelform (am Schwanzansatz geschlossen), mit dem Haar nach außen. Die Bagdad-Otter sind graubraun; gröber und qualitativ geringer im Haar, vor allem im Unterhaar. Sie ähneln sehr dem griechischen Otter. Die Anlieferung erfolgt aufgeschnitten, im Kopf schmaler und im Rumpf breiter gespannt.

#### Japan
Japanische Sorten sind flach im Haar; mittelbraun. Gegenüber den chinesischen sind sie größer und feiner, gegenüber europäischen feiner und dichter. Der Anfall war einmal beträchtlich, die Anliefung erfolgte offen (gespannt). Sie wurden meist in Japan gerupft und im Land zu Kragen und Mützen verarbeitet.

#### Geschichte, Verarbeitung

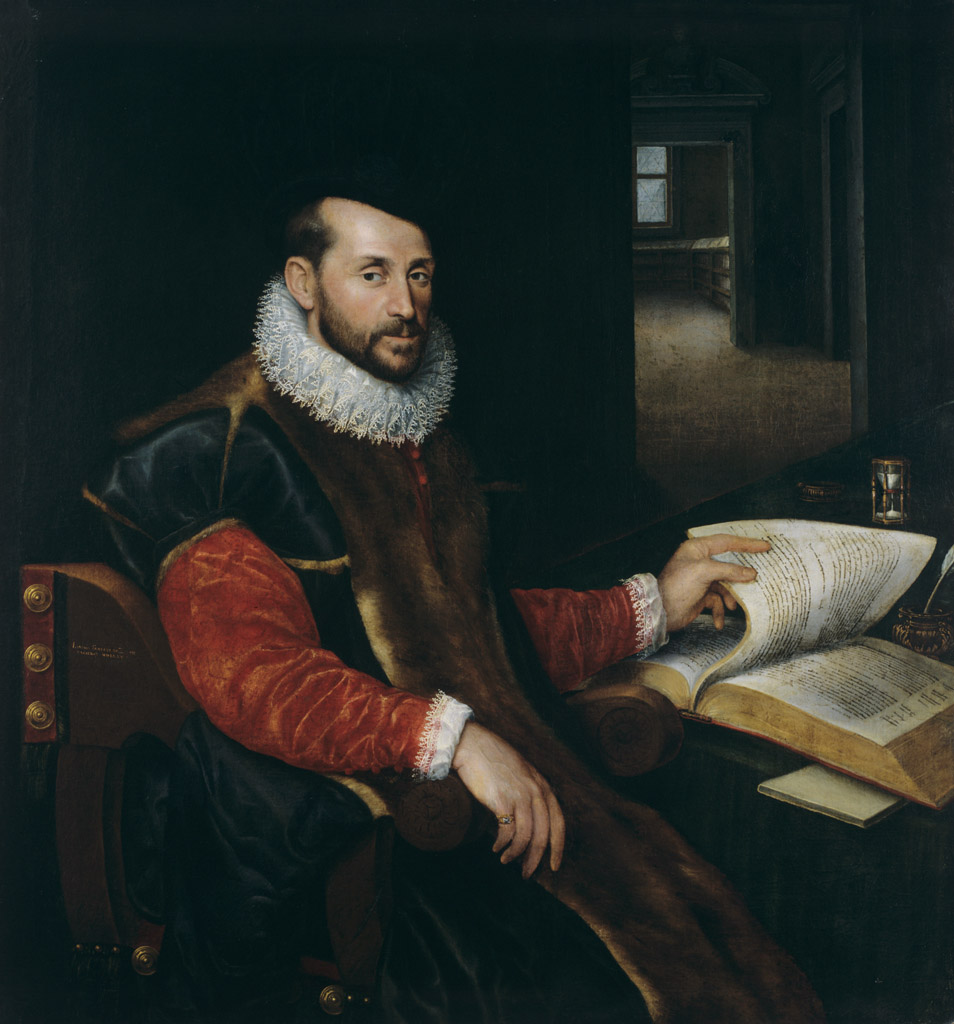
Großzügiger Otterbesatz eines Herrn (spätestens 1614)
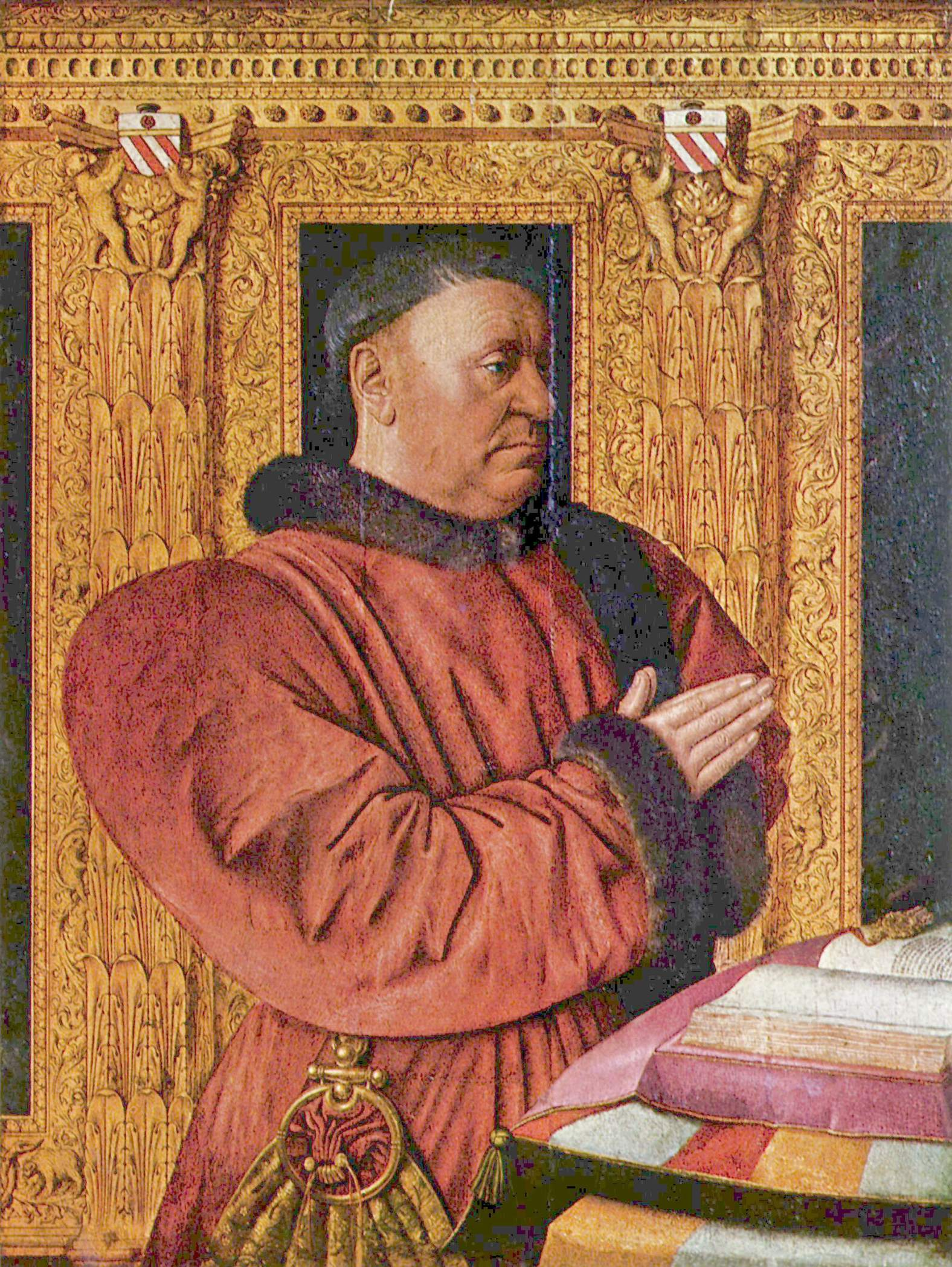
Otterkragen und Manschetten (Porträt des Guillaume Juvénal des Ursins, ca. 1460-1465)

Bonifatius (um 673; † 754 oder 755), der englische Benediktinermönch, schickte während seiner Missionstätigkeit in Deutschland ein Ottergewand in seine Heimat. Auch der Bischof von Winchester vermachte im Jahr 704 dem Abt von Sull[?] ein solches Geschenk.

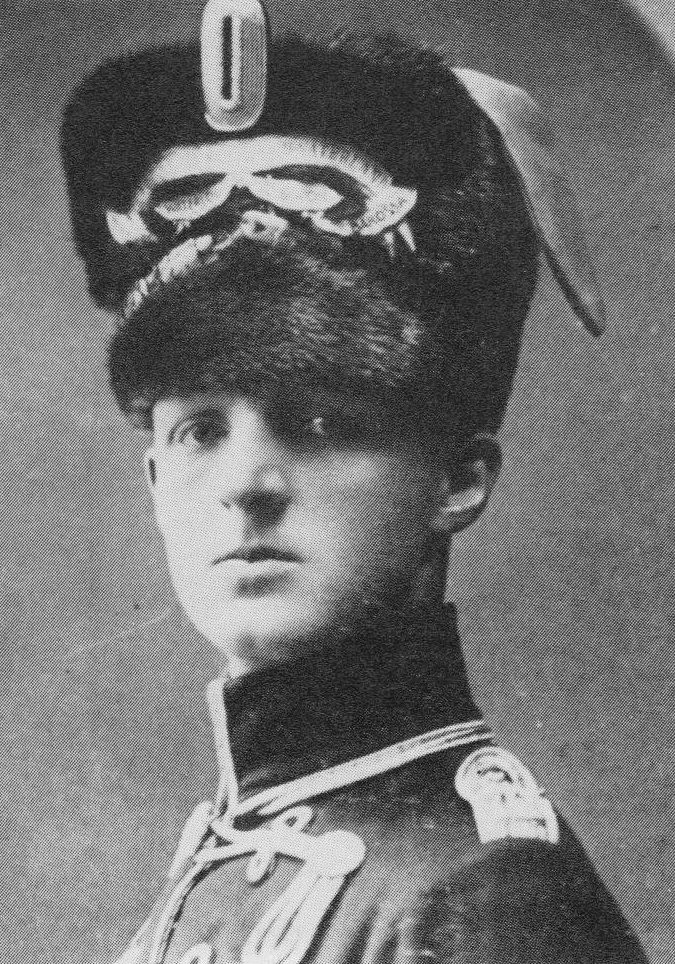
Husarenmütze, Iwan (III.) von Stietencron (1890–1914)

Bei zahlreichen National- und Landestrachten, wo Pelz als schmückendes Beiwerk verwendet wurde, bediente man sich des Otterfells. In Bayern wurden aus naturbelassenen Fellen (ungefärbt und ungerupft) Frauenmützen gefertigt: „(man verwendet dazu die besten Otterfelle, mit goldgestickten Einlagen, so dass sie oft 30 und mehr Gulden kosten). Einzelne Münchener Rauchwaarenhändler kaufen häufig mehrere tausend Stück Otterfelle auf einmal“ (1864). Die deutschen Husarenoffiziere trugen Kopfbedeckungen aus ebenfalls naturellem Otter, die Kalpaks.
Anfang 1900 wird als Verwendung für Otterfelle die Verbrämung von Pelzen und Winterkleidern, Pelzkragen, Mützen und Mützenbesatz genannt. Auf Kamtschatka wurden Fischotterfelle zum Einpacken der kostbareren Zobelfelle benutzt. Begründet wurde es damit, weil dieses Wassertier nämlich alle Nässe und Feuchtigkeit aufsaugt, werden die Zobelpelze besser in der Färbung erhalten.
Bis zum Ersten Weltkrieg, Kriegsende 1918, wurde Otter in Mitteleuropa gegenüber allen anderen einheimischen Pelzarten am höchsten bewertet. Neben dem Biberfell war er mit der Pelz, der für Gehpelze als Kragenbesatz oder auch als Innenfutter von den gehobenen Herren der Oberschicht bevorzugt getragen wurde. Die klassische Verwendung für Otterfell waren Herrenmützen, Herrenbesätze, Garnituren, aber auch Jacken und Mäntel. Für Letztere wurden bevorzugt die flacheren Qualitäten verwendet. Nach dem Zweiten Weltkrieg wurden verstärkt auch Damenpelze aus Otter gearbeitet.
Der Fang des amerikanischen Otters für Pelzzwecke begann im späten 16. Jahrhundert, in einer Zeit, in der das weitaus größere Interesse dem Biberfell galt. Die besten amerikanischen Otterfelle wurden wegen ihres schönen Glanzes als Spiegelotter bezeichnet. Bei den dichthaarigen amerikanischen und nordeuropäischen Sorten wurden oft durch Rupfen das Grannenhaar entfernt, in der Zeit der Sealmode (bis Ende der 1930er Jahre) sogar überwiegend, eine Veredlungsart die Ende des 20. Jahrhunderts auch bei anderen Fellarten, wie zum Beispiel beim Nerz („Samtnerz“), wieder sehr in Mode kam. Die ursprüngliche Bezeichnung für gerupfte Otter war Sealotter, nach dem damals wertvolleren, gerupften Fell des Pelzseehundes benannt. Die flacheren und helleren Sorten wurden immer ungerupft, oft gefärbt, verarbeitet. Um 1900 war Zentralasien ein wichtiger Abnehmer für diese Qualitäten, vor allem dort die Kirgisen. Insbesondere die südeuropäischen und chinesischen Otter kamen neben anderen hierfür infrage. Ein Teil der chinesischen Otterfelle ging vor 1900 nach Korea, wo sie viel zu Kragenbesatz und Ärmelaufschlägen verarbeitet wurden, bevorzugt das helle Bauchfell. In Europa fielen zu der Zeit noch so viele Felle an, dass sie häufig nach China exportiert wurden.
Bei einigen nordamerikanischen Indianerstämmen wickelten sich die Männer als Schmuck Otterfell um ihre Haarzöpfe.

Otter als Haartracht der indigenen nordamerikanischen Männer
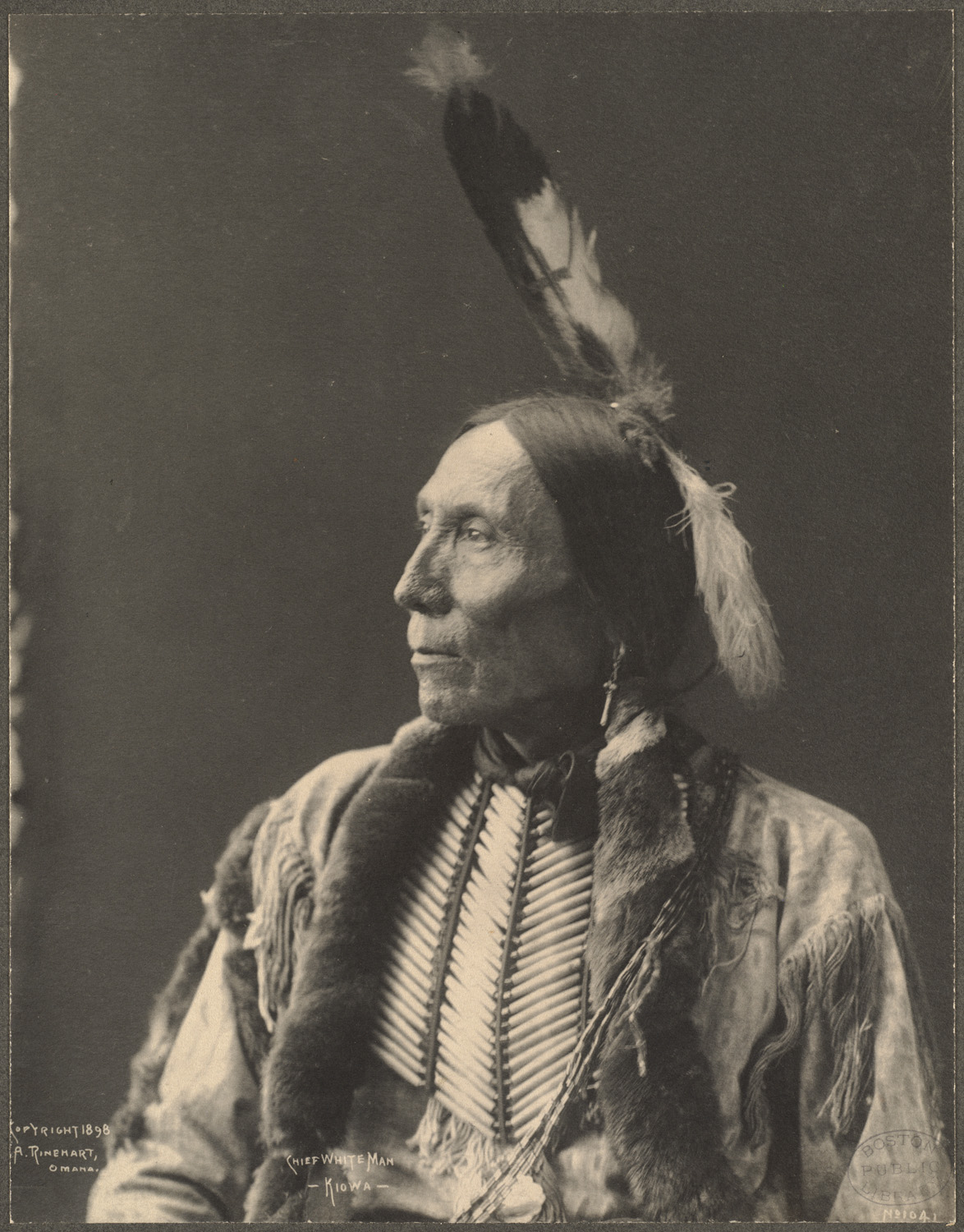
Kiowa-Häuptling White Man (1898)
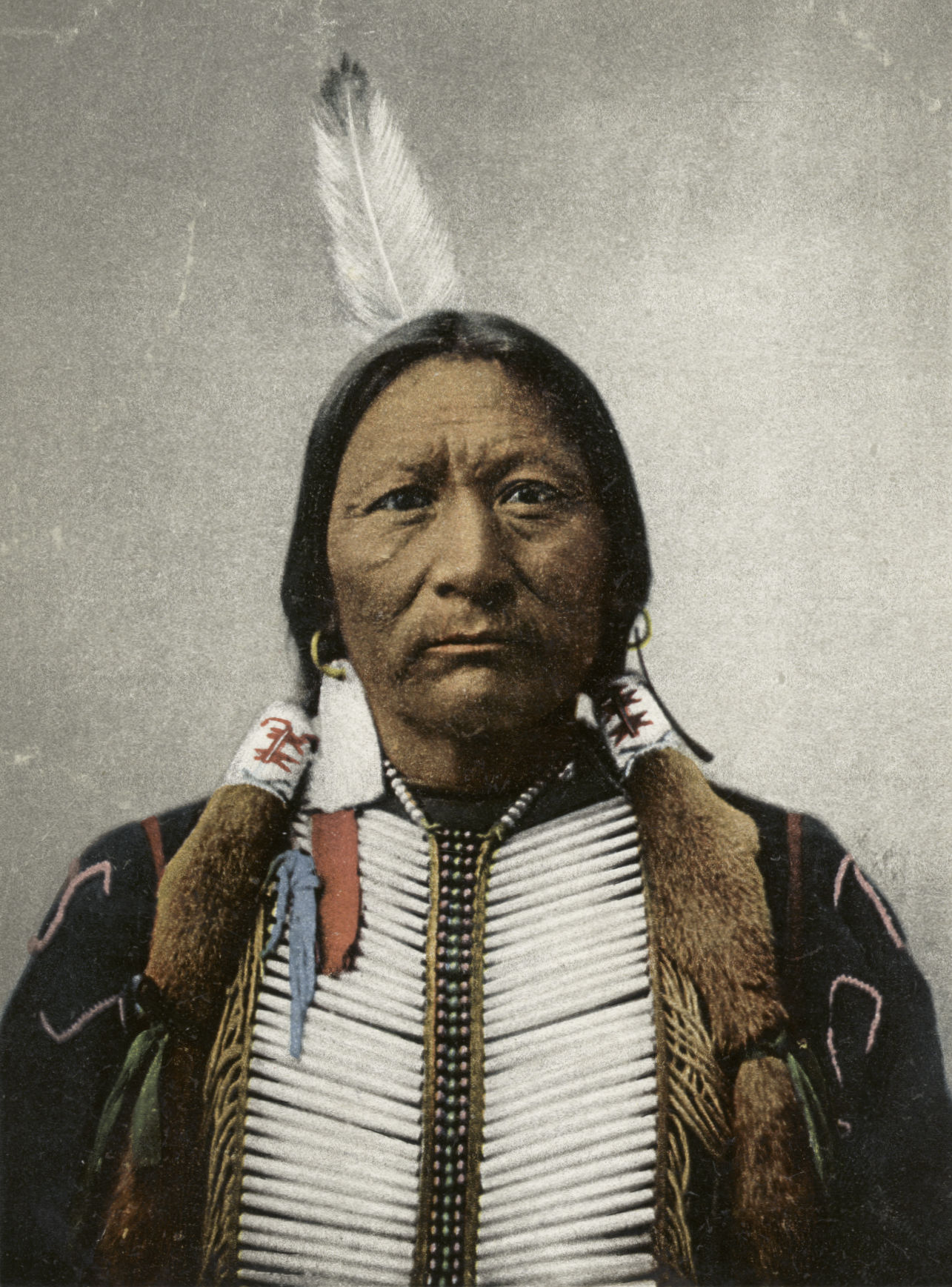
Ute-Häuptling Buckskin Charlie (1901/02)
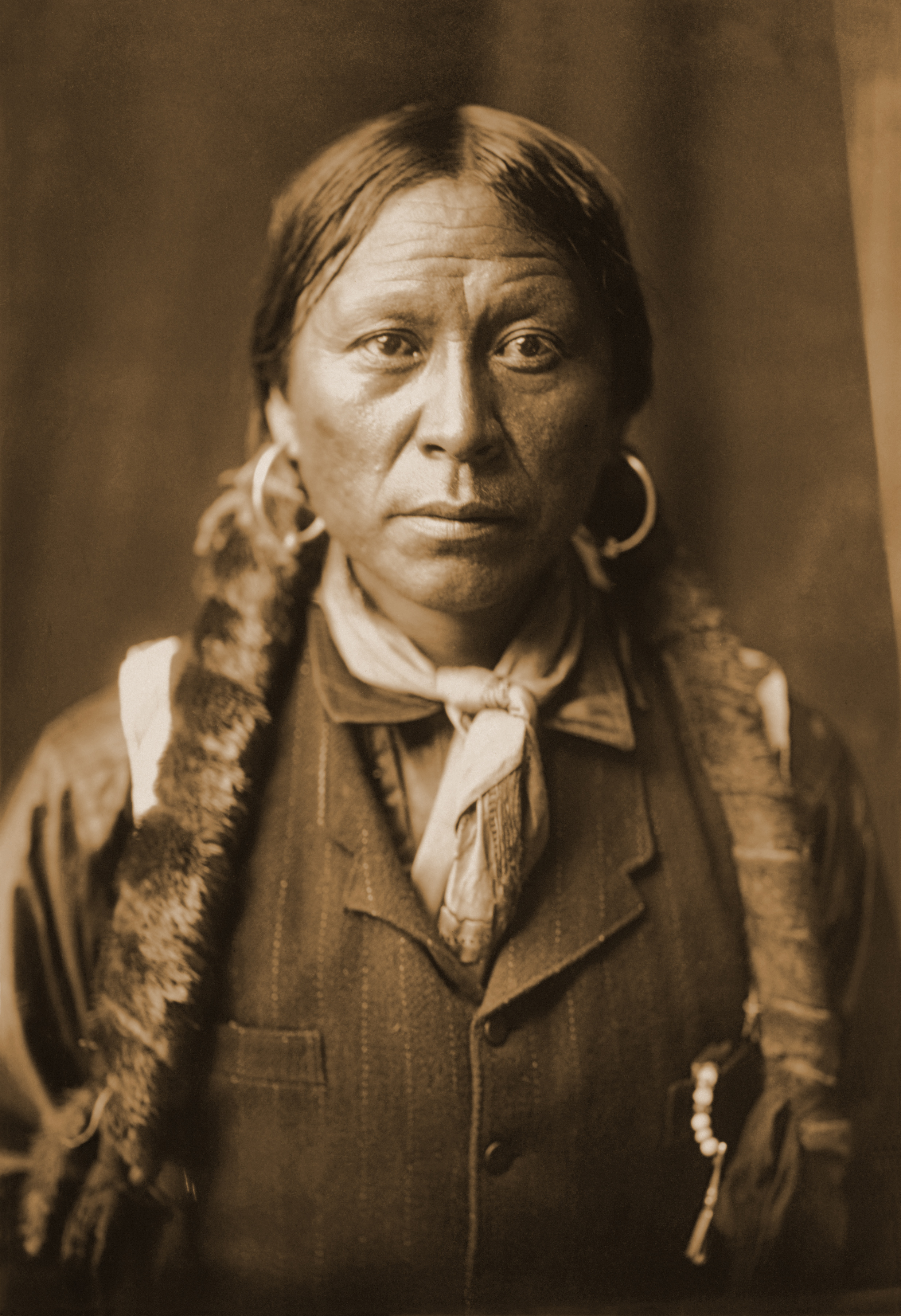
Jicarilla-Mann (1904)
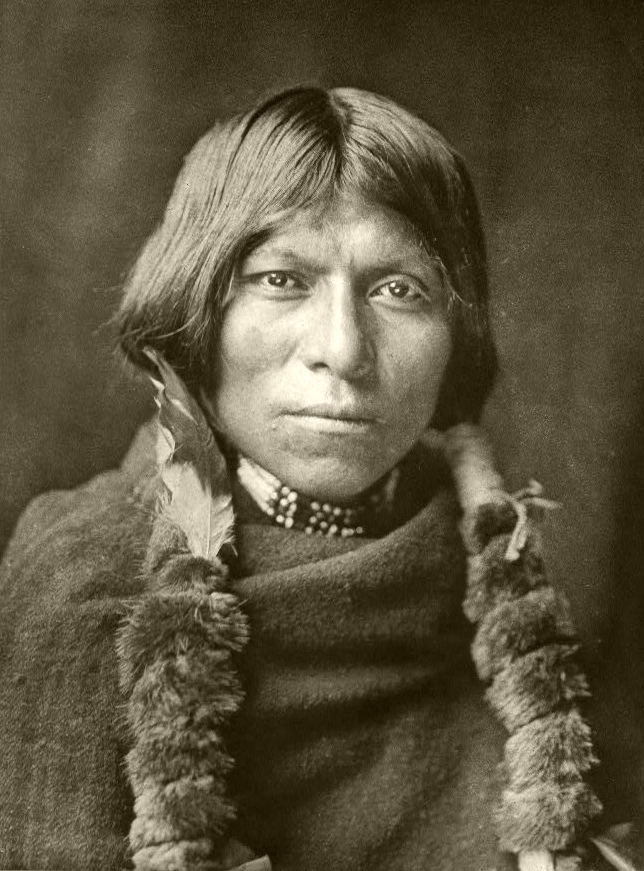
Okuwa-tse, San Ildefonso (1926)

Der strapazierfähige Otterpelz galt wohl trotz seines bei manchen Sorten erheblichen Gewichts seit jeher als besonders erstrebenswert, später besonders das Fell des Seeotters. Infolge der Walkzurichtung waren die für Mäntel und Jacken verwendeten Sorten häufig sehr schwerledrig. Heute wird mit Spezialmaschinen durch ein gleichmäßiges Dünnschneiden ein tuchartig weiches Leder erzielt. Allerdings sind nach Aussage der Pelzzurichter die Felle oft schlecht vorbehandelt, ein Schaden der beim Rohfell oft nicht zu erkennen ist, so dass ein hoher Ausfall entsteht. Viele Herkommen haben eine farblich ungünstige Unterwolle, die mit modernen Veredlungsmethoden weitgehend egalisiert wird. Auch in früheren Zeiten wurden Otterfelle bereits von der Haarseite her mit der Bürste nachgefärbt („geblendet“), wie alten Rezeptbüchern zu entnehmen ist. Heute werden Verfahren angewendet, die dem „Re-inforcing“ bei Nerzfellen entsprechen.
Wie bei allen Pelzarten werden bei ausreichend anfallender Menge auch beim Otterfell die abfallenden Pelzstücke verwendet. Insbesondere die in Leder und Haardichte dünneren Fellseiten werden zu so genannten Bodys zusammengesetzt. Der Hauptort für die Bodyarbeit in Europa ist seit alters her das griechische Kastoria und der kleinere, in der Nähe gelegene Ort Siatista. Als Pelzhalbfabrikat werden die Felltafeln zur Endverarbeitung exportiert, meist zur Verwendung als Futter für winterliche Textilbekleidung.
Nach 1940 wurden die meisten Otterfelle naturfarbig verarbeitet, hellere und braunfarbige meist nachgedunkelt. Geringere und krummspitzige werden bei entsprechender Nachfrage gerupft und zu Seal- oder, dem heutigen Sprachgebrauch der Pelzbranche entsprechend, zu Samtotter veredelt. Allerdings eignen sich zum Rupfen nur der Landotter und der nordamerikanische Otter, die schwächeren Sorten aus Afrika und Südamerika weisen dafür zu wenig Unterhaar auf.
Nach dem Zweiten Weltkrieg setzte sich für fast alle dafür geeignete Pelzarten das Auslassen durch, eine Arbeitstechnik die mit der Erfindung der Pelznähmaschine vor 1900 wirtschaftlich möglich geworden war. Hierbei wird das Fell in schmale, V- oder A-förmige Streifen (bei Otter in der Regel um 7 bis 8 Millimeter breit) zerschnitten und so zusammengenäht, dass ein, jetzt schmaleres Fell in der gewünschten Länge entsteht. Da der Otter zu der Zeit auch als Jacke oder Mantel gearbeitet Eingang in die Damenmode fand, wurden auch die Otterfelle entsprechend ausgelassen, jetzt meist ungerupft.
Im Jahr 1965 wurde der Fellverbrauch für eine für einen Ottermantel angegeben (sogenanntes Mantel-„Body“):
Fischotter = 10 bis 16 Felle
Arianhaotter = 4 bis 5 Felle.
Zugrundegelegt wurde eine Tafel mit einer Länge von 112 Zentimetern und einer durchschnittlichen Breite von 150 Zentimetern und einem zusätzlichen Ärmelteil. Das entspricht etwa einem Fellmaterial für einen leicht ausgestellten Mantel der Konfektionsgröße 46 des Jahres 2014. Die Höchst- und Mindest-Fellzahlen können sich durch die unterschiedlichen Größen der Geschlechter der Tiere, die Altersstufen sowie deren Herkunft ergeben. Je nach Pelzart wirken sich die drei Faktoren unterschiedlich stark aus.

Kleidung aus gerupftem Otter („Sealotter“) um 1900
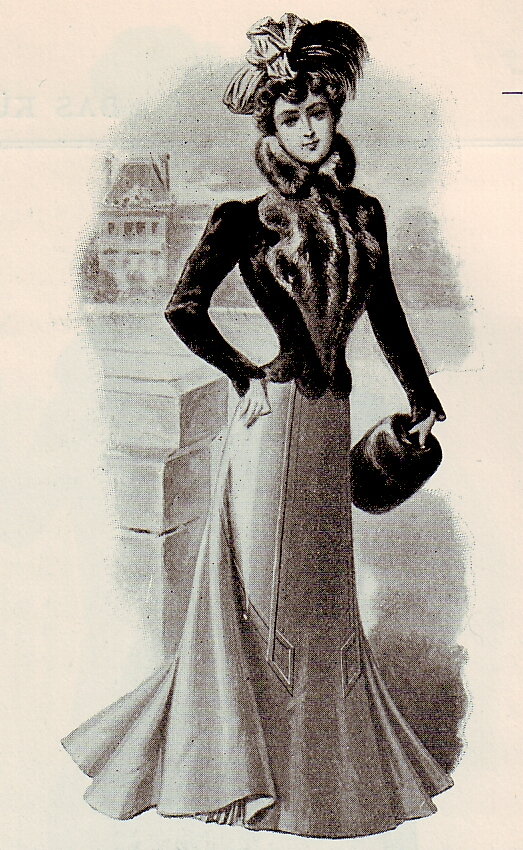
Otterjäckchen mit Zobelbesatz
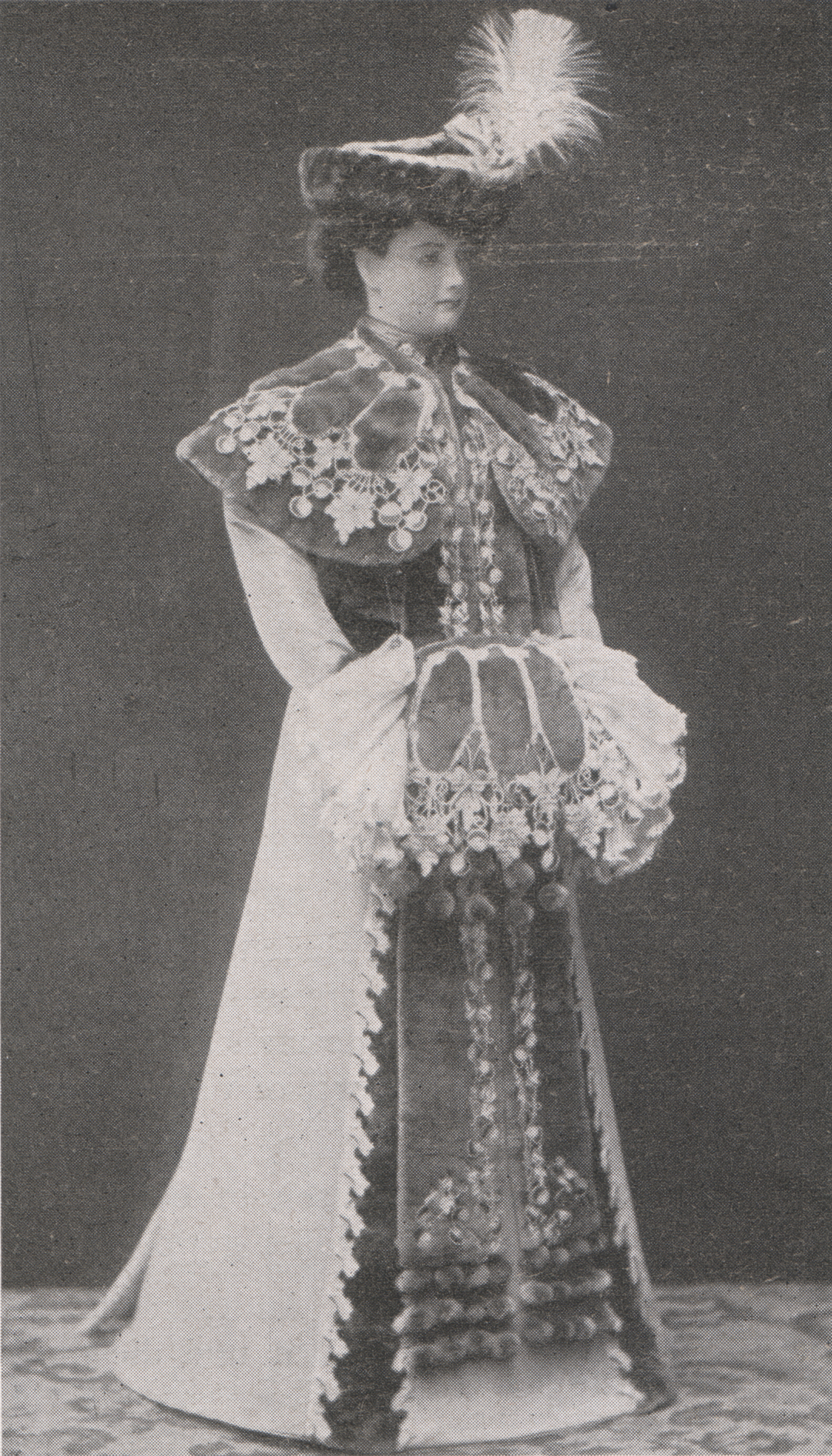
„Garnitur, bestehend aus einem breiten Schulterkragen mit bis fast zur Erde reichenden Stolaenden und einem Muff. Als Material ist gerupfte Otter in Naturfarbe verwendet. Der Kragen, die langen Enden, sowie der Muff sind reich mit sehr wertvollen Spitzen verziert.“
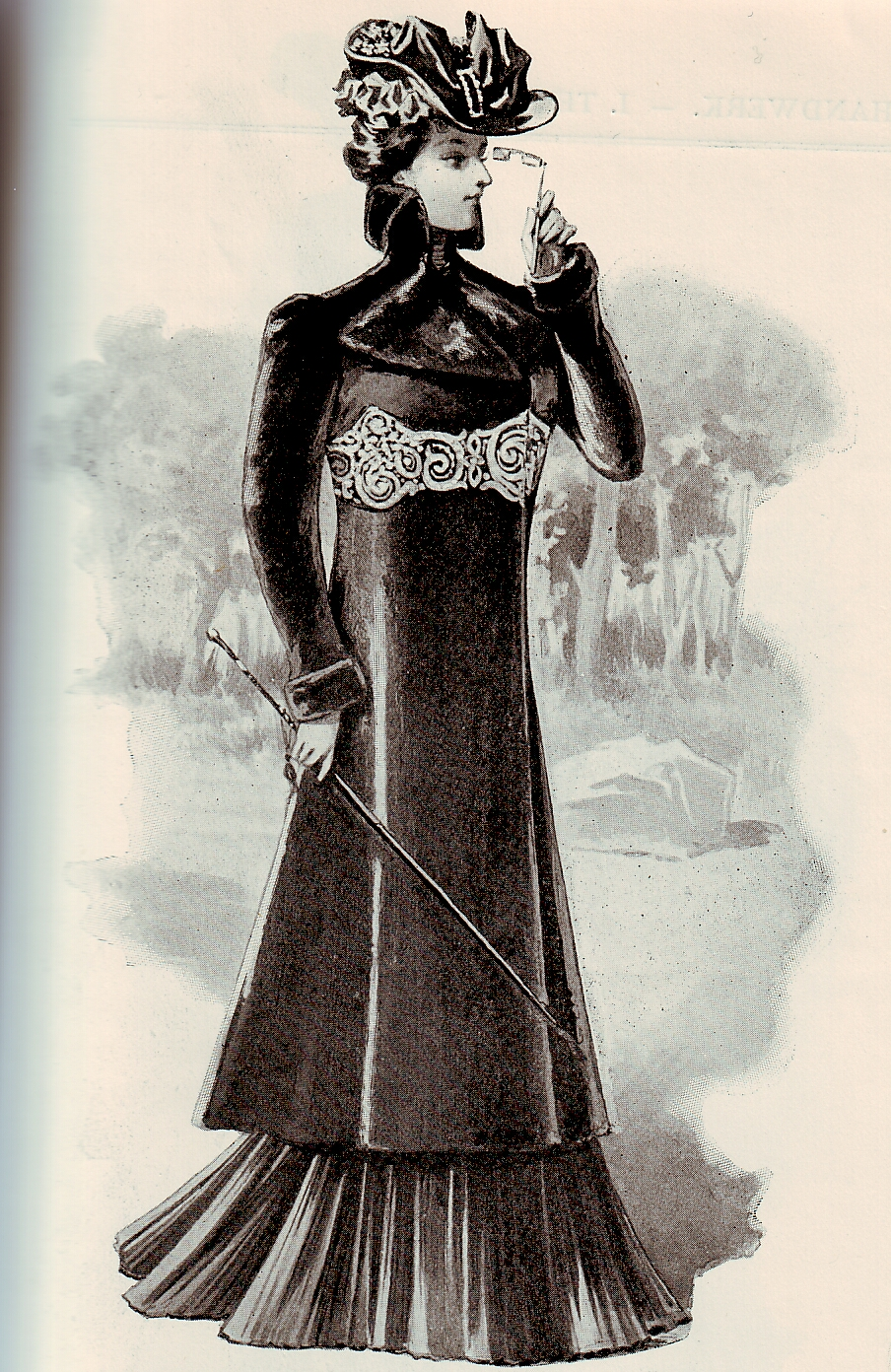
Ottermantel mit goldbesticktem Gürtel

Auslassen von Otterfell (Arbeitsskizzen)
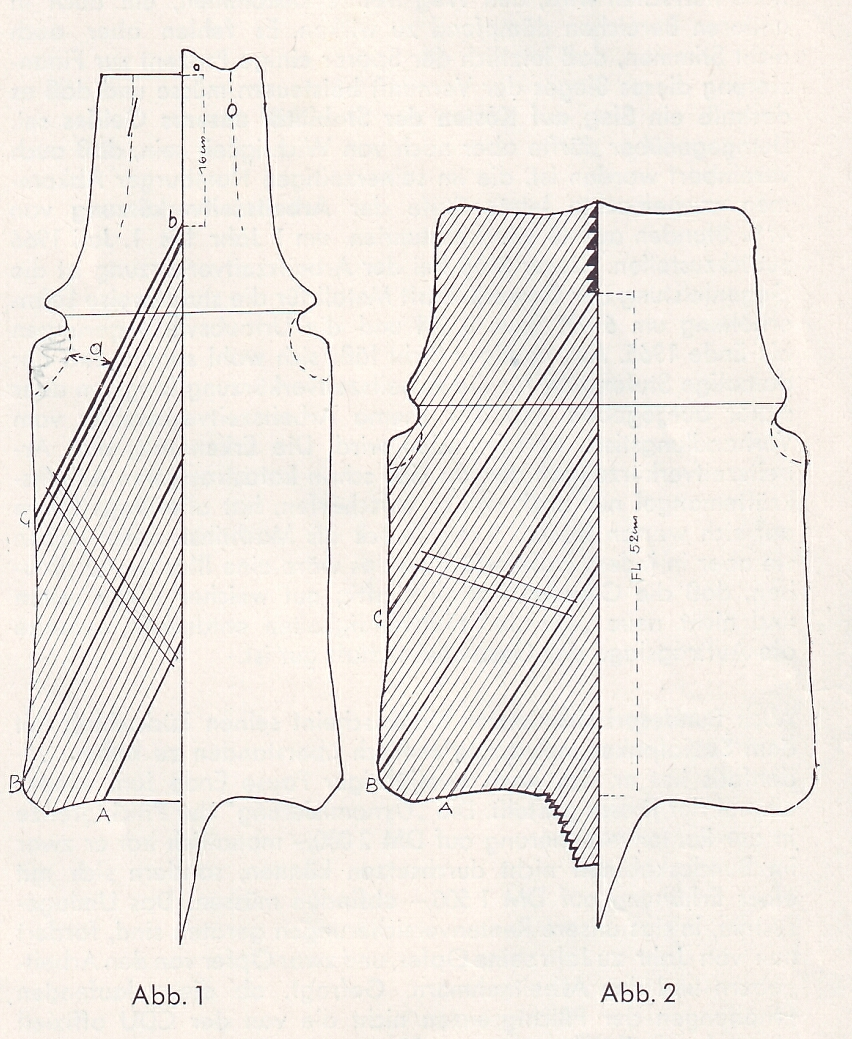
Fell mit eingezeichneten Auslassschnitten, A-Schnitt
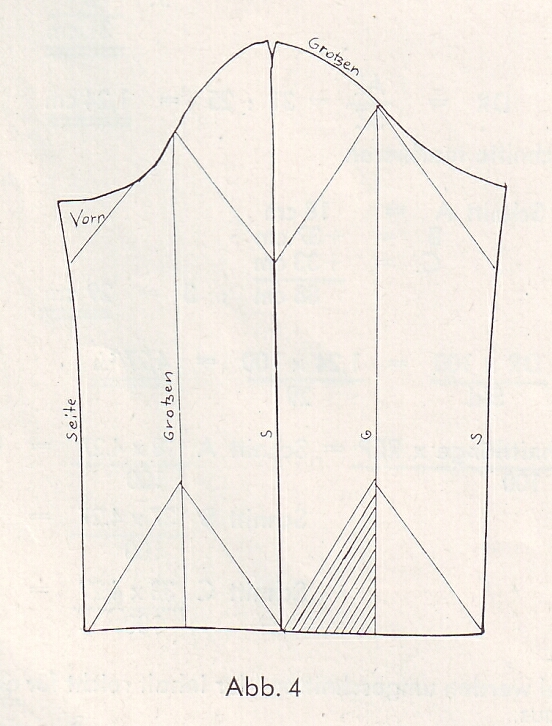
Ärmel
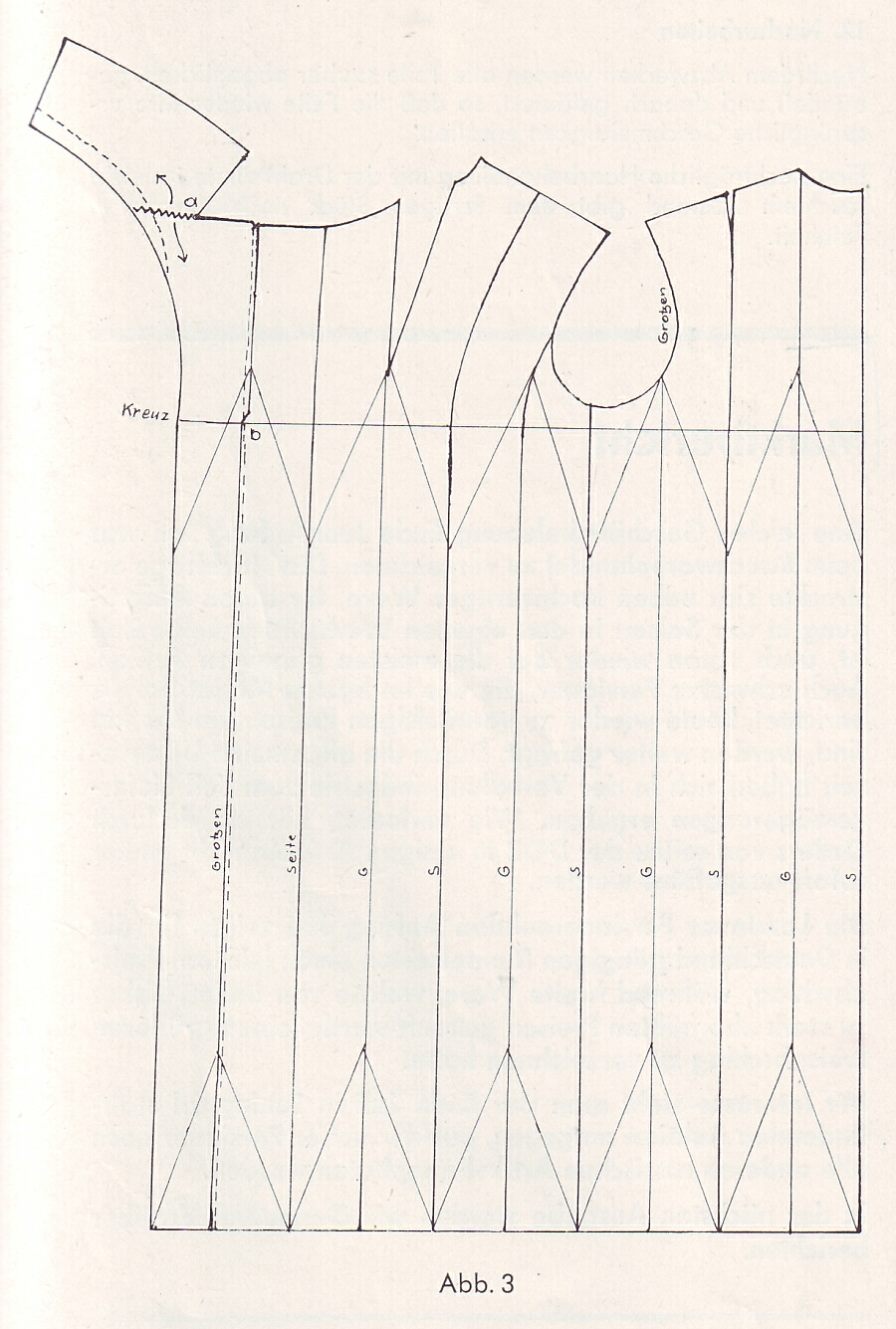
Rumpf und Besatz
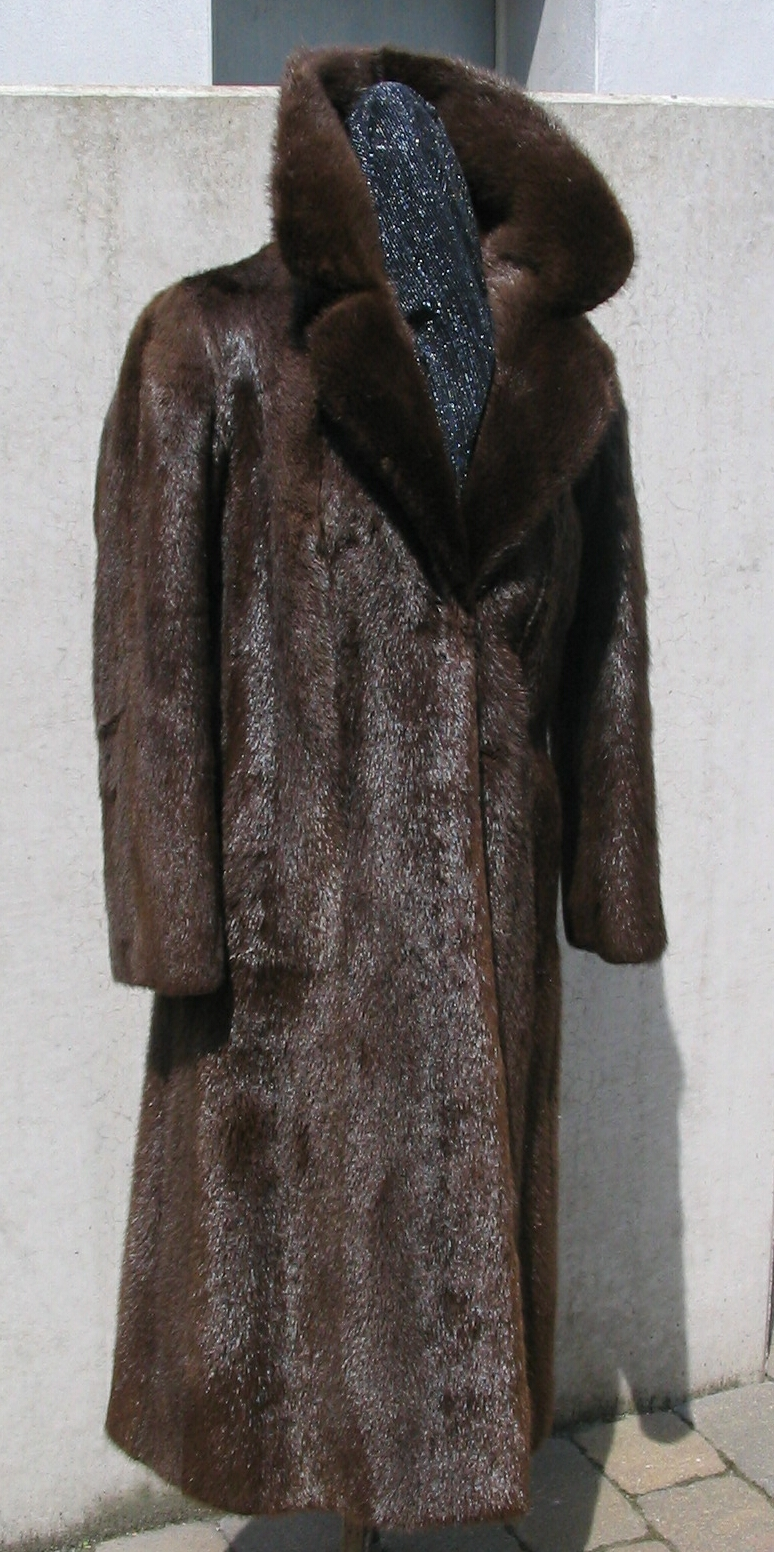
Ausgelassen gearbeiteter Mantel aus brasilianischem Otter (Herstellung ca. 1969)

## Seeotter

1892
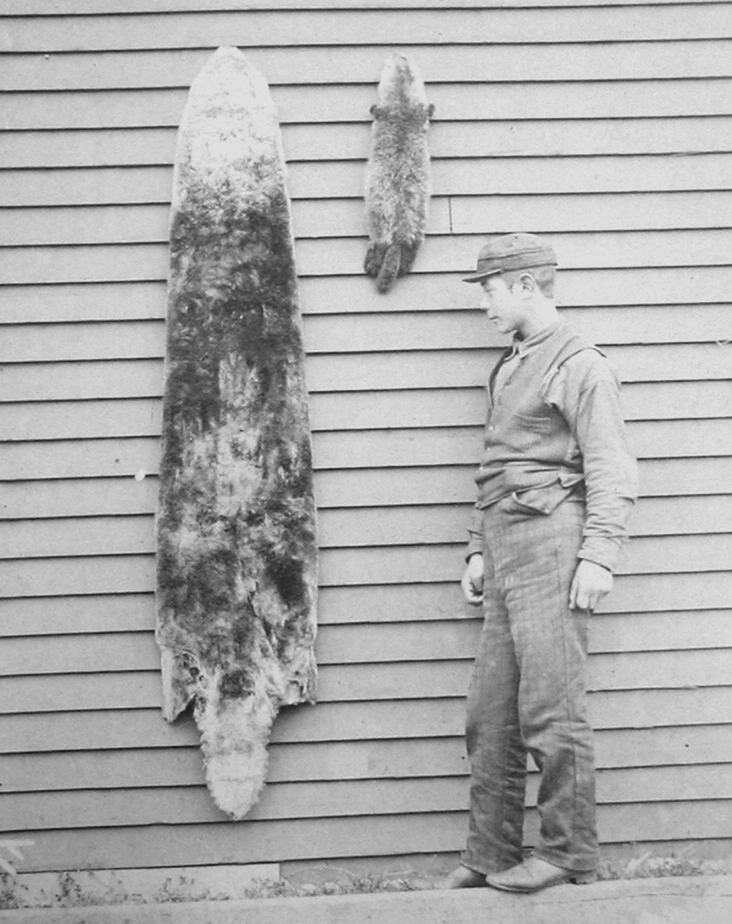
Seeotterfelle (Unalaska)
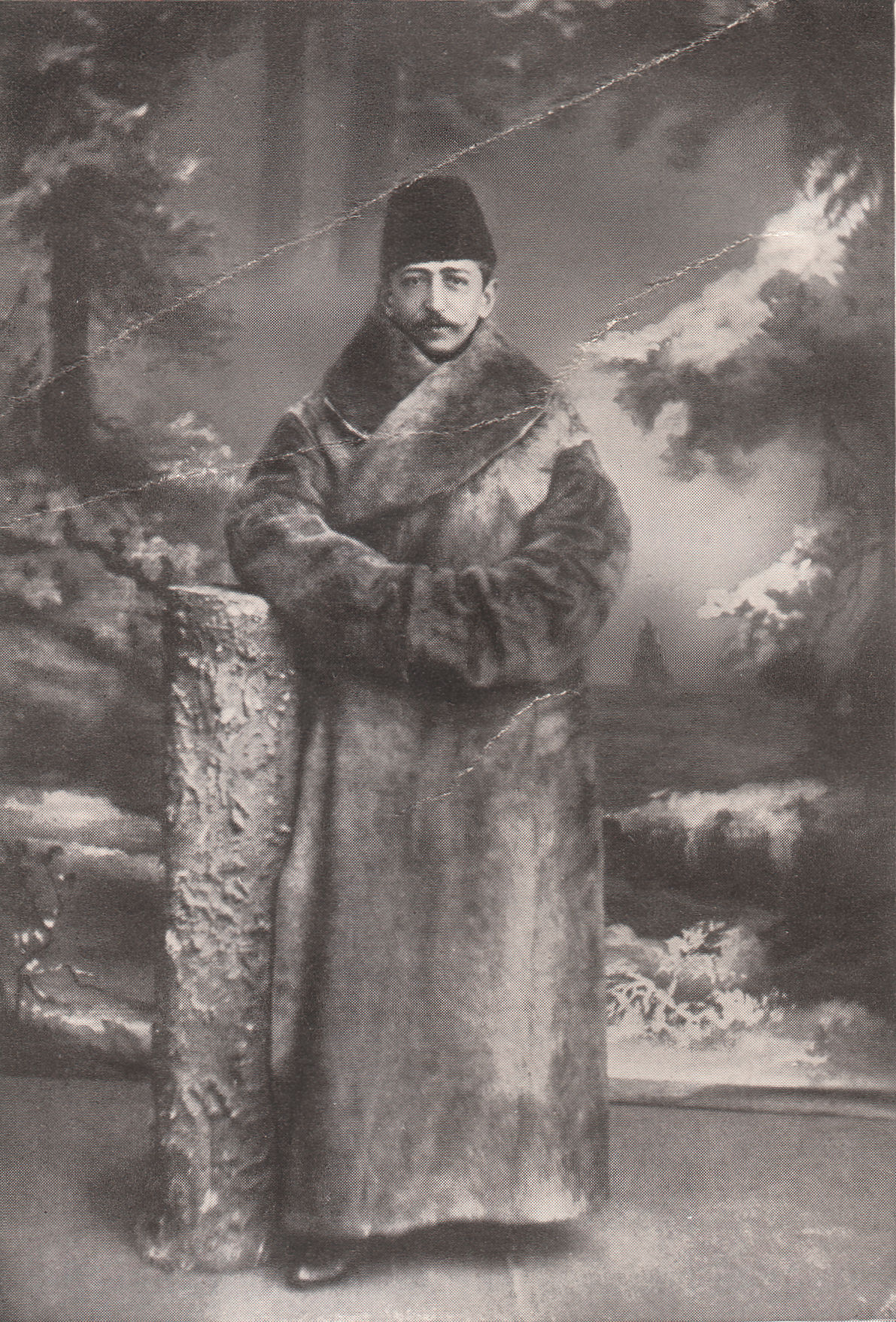
Fell- und Borstenhändler Joseph Garfunkel im Seeottermantel auf der Messe in Irbit

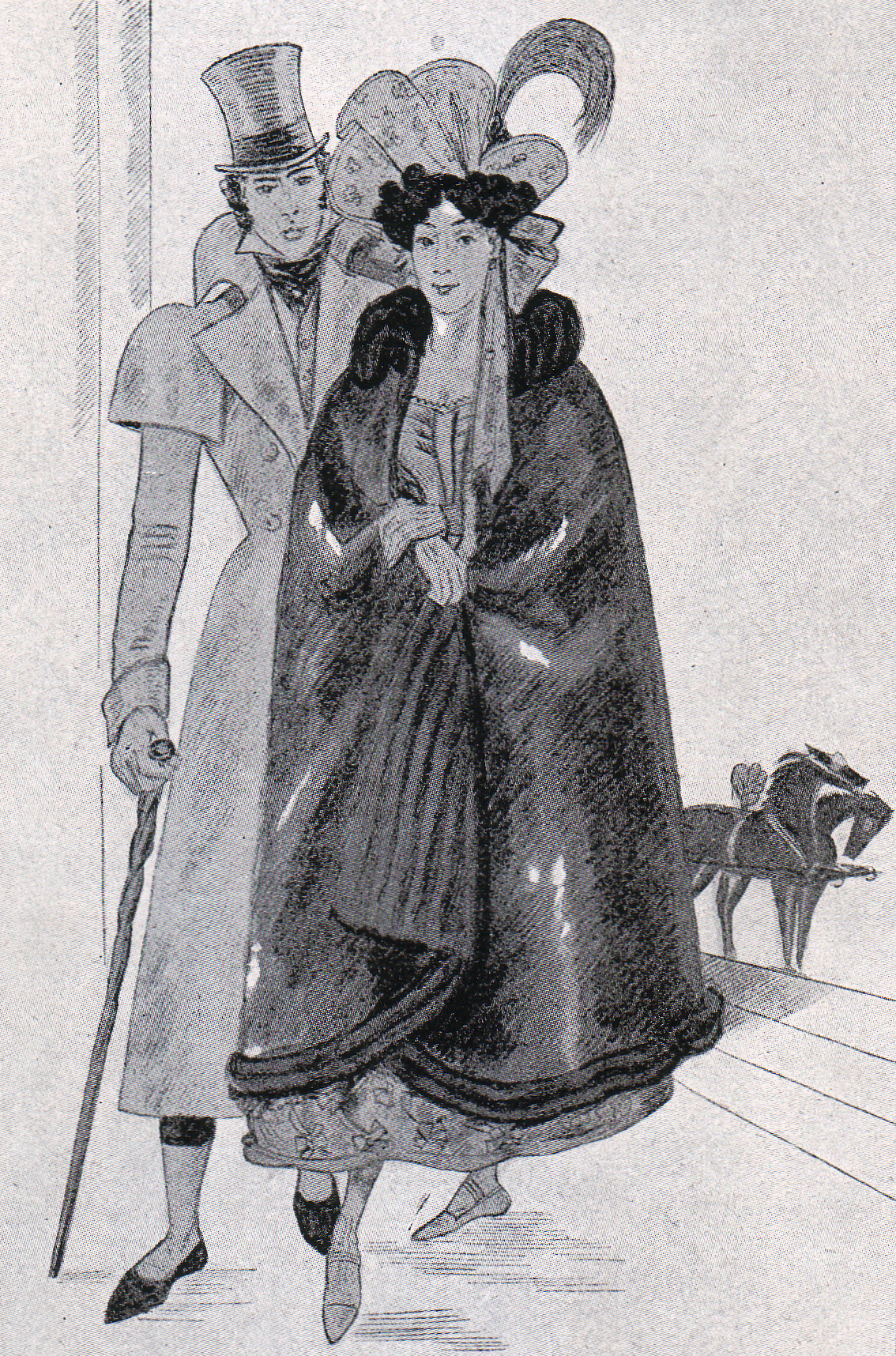
Cape aus Seeotterfell, mit Zobelfell verbrämt (Paris, 1. Hälfte (?) 19. Jh.)

Neben den Ariranhas, den größten der Flussotter, stechen auch die Seeotter als Meeresbewohner und durch ihre ebenfalls besondere Größe aus den übrigen Sorten hervor. Das Seeotterfell gehörte einmal zu den kostbarsten Fellarten, es galt als fast unbegrenzt haltbar (was jedoch nur relativ zu sehen ist, nach einigen Jahrzehnten zerfallen die Felle durch natürliche Alterung im Leder, wie andere Fellarten auch, abhängig von der Art der Gerbung und der Aufbewahrung. Will man sie weiterhin erhalten, werden sie auf einen Textiluntergrund aufgebracht). Auf den Londoner Rauchwarenauktionen wurden früher auf Grund ihrer Seltenheit auch öfter bis zu 100 Jahre alte chinesische Seeotter-Röcke (Mandarinpelze) angeboten. Sie waren zwar im Haar noch gut, nur das Leder drohte beim Nasswerden zu zerfallen. Der Haltbarkeitskoeffizient für Seeotterfell beträgt 90 bis 100 Prozent; das Gewicht wurde 1914, als schwerstes aller Pelzarten, mit etwa 128 Gramm pro Quadratfuß angegeben.
Der Seeotter, Meerotter, Kalan, ehemals fälschliche Fellbezeichnung Kamtschatkabiber oder Seebiber, erreicht eine Körperlänge von 1,20 Meter bis 1,50 Meter, selten jedoch über 1,30 Meter. Die Haare stehen senkrecht auf dem Haarboden, nach keiner Seite geneigt. Die Behaarung ist von gleichmäßiger Länge, beim Hineinblasen legt sich das Haar nach allen Seiten gleichmäßig auseinander, ohne dass der Haargrund sichtbar wird. Das Haar ist mittellang, feinseidig, sehr weich und sehr dicht. Das Oberhaar überragt das Unterhaar nur um wenige Millimeter. Der Schwanz ist fein und dicht behaart. Die Fellfärbung ist hellbraun bis tief-bläulichschwarz, samtartig, glänzend. Das Grannenhaar ist oft weißlich, wodurch das Fell mit silbrigem Schleier reifartig überzogen scheint. Am stärksten ist die Silberung am Nacken, am schwächsten im Rücken. Während die Wamme häufig ganz gesilbert ist, fehlt es völlig im Rücken. Besonders viel Silber haben ältere Tiere, Jungfelle (engl. cubs, russ. medwediki) sind leicht gesilbert; sie haben ein längeres und gröberes Haar. Der Kopf ist heller als das restliche Fell, meist schwarz mit braunem Anflug oder auf braunem bis schwärzlichem Untergrund mehr oder weniger gesilbert. Lippen und Kinn sind weiß. Der Kopf älterer Tiere ist fast rein weiß. Meist sind auch Hals, Nacken, Brust und Vorderbauch heller. Die Füße haben keinerlei Silber, die Hinterfüße sind heller als die Vorderfüße.
Beim kürzeren, lichteren Sommerfell ist gegenüber dem Winterfell durch die geringere weißspitzige Grannenbehaarung die braunschwarze Grundfarbe stärker ausgeprägt, vor allem bei den asiatischen Herkommen. Bei den amerikanischen Sorten ist der Unterschied geringer.
Am Widerrist, der Stelle der längsten Haare, beträgt die durchschnittliche Länge der Grannenhaare 27,7 Millimeter, die der Wollhaare 22,5 Millimeter. Die kürzesten Haare befinden sich am Schwanz, hier sind die Grannenhaare 18,5 Millimeter und die Wollhaare 15,1 Millimeter lang. Die Behaarung ist sehr dicht. Beim Sommerfell kommen auf 1 Quadratzentimeter durchschnittlich 20,2 Grannenhaare und 1674 Wollhaare, im Winter entsprechend 17,2 und 2221. Laut Brass ist das Fell im Oktober am besten entwickelt.
Der Seeotter ist nach dem Ariranha- oder Riesenotter die zweitgrößte Otterart, liefert jedoch die größten Felle. Das Fell des Seeotters ist äußerst beeindruckend, da es abgezogen und gespannt etwa doppelt so groß ist wie das ohnehin schon große Tier, infolge der sonderbar lockeren faltigen Umhüllung des Körpers mit der Haut (das Spannen vergrößert die Länge bis zu 30 Zentimeter).
Die Rohfelle wurden zumeist unaufgeschnitten, rund angeliefert, die aus Japan offen und sehr gut gespannt.
Das Wohngebiet des Seeotters reicht im Norden bis an die Arktis, im Süden bis an die Tropen. Infolge schonungslos ausgeübter Jagd wurden die Tiere außerordentlich dezimiert, an einigen Stellen sind sie ausgestorben. Die 1911 geschlossene „Convention for the Protection of Seals“ bezieht auch den Seeotter ein, um die Gefahr des völligen Aussterbens zu bannen. In den Schutzgebieten haben sich die Herden beträchtlich vermehrt, zumal die genannte Convention in der Zwischenzeit wiederholt verlängert und ergänzt wurde. 1977 wurde die Unterart Enhydra lutris nereis (die Population der USA) in Anhang I des Washingtoner Artenschutz-Übereinkommens aufgenommen (absolutes Handelsverbot), die übrigen Populationen stehen in Anhang II.
Vor Erlass der Seal-Convention fiel einem Leipziger Rauchwarenhändler auf, dass fast alle seine Felle unter der rechten bzw. linken Vorderflosse eine beriebene Stelle aufwiesen. Dies scheint darauf zurückzuführen zu sein, dass das Tier dort mit einem Stein die Muscheln aufklopft (siehe Artikel Seeotter).
Erstmals nach 57 Jahren wurde der Fang von 1000 Seeottern erlaubt, wohl um den Klagen der Küstenfischer gegen die Nahrungskonkurrenz zu entsprechen. Sie kamen 1968 in Seattle zur Versteigerung. Der Auftrag der Regierung von Alaska, vorab einen Damenmodellmantel zu arbeiten, ging an die Firma Otto Berger in Hamburg. Die Felle erzielten auf Grund ihrer Seltenheit auf der Versteigerung der Seattle Fur Exchange zwar noch Preise von durchschnittlich DM 250 bis 600 bei einem Höchstpreis von DM 2.300. Einige Felle waren zuvor auf der Leningrader Pelzauktion angeboten worden. Ersteigerer des teuersten Fells in Leningrad war die Firma Marco, Fürth, der zweite deutsche Käufer war die traditionsreiche Rauchwarenhandlung Richard König. Das Interesse am Weltmarkt ist seitdem praktisch erloschen, das Fell ist für die heutige Mode zu schwer, soweit bekannt, sind bisher keine weiteren Felle auf den Markt gekommen. Um 1969 erregte letztmals ein auf der Frankfurter Pelzmesse gezeigtes Seeotterfell, vielleicht das der Firma Marco, ob seiner beeindruckenden Ausmaße und seiner Seltenheit große Aufmerksamkeit.
Auch vom Seeotter wurden alle Abfälle verwertet, Köpfe, Pfoten und Schweife.

### Geschichte und Verarbeitung der Seeotterfelle

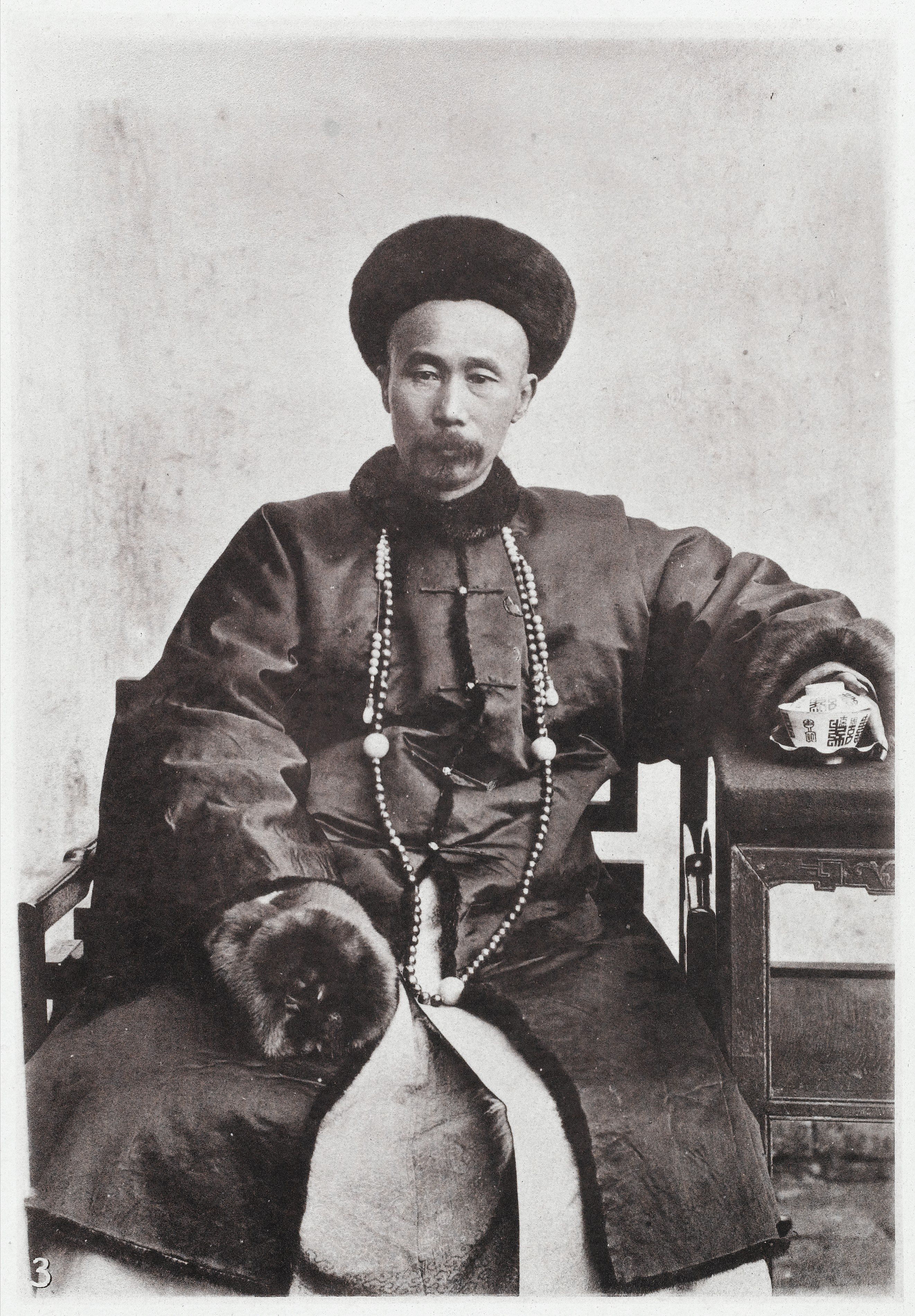
Der chinesische Gouverneur-General Li Hongzhang mit ottergefütterter Robe (um 1869)

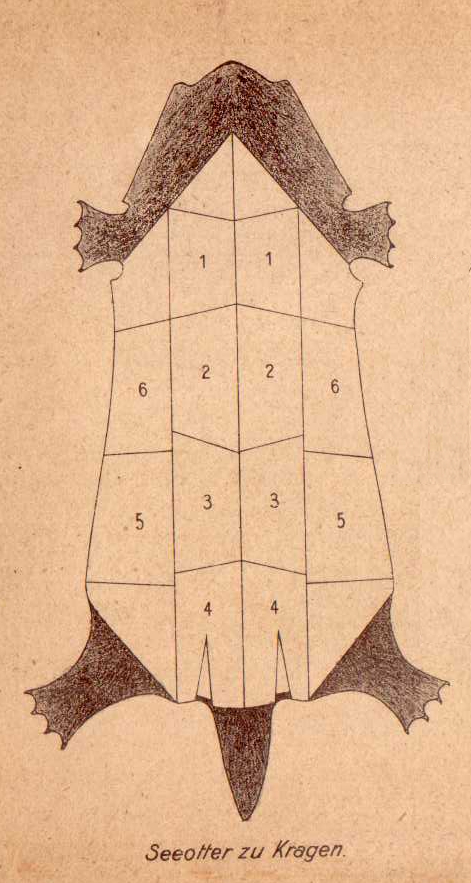
Aufteilung des Seeotterfells in sechs Kragenteile (Skizze, 1895)

Als die russischen Eroberer nach Kamtschatka kamen, trugen die Einwohner dort eine Pelzbekleidung, die hauptsächlich aus Seeotterfell gefertigt war, auch wurde es für „hauswirtschaftliche Zwecke“ genutzt. Am Prinz-William-Sund, südliches Alaska, fand James Cook einen Großteil der Eskimos in Seeotterfelle gekleidet. Auf den Queen-Charlotte-Inseln trugen die Küstenindianer Pelzkragen aus drei guten Häuten, von denen jede halbiert war, die Stücke sauber zu einem Viereck zusammengenäht und mit dünnen Riemen lose über die Schultern gebunden. Auf den Vancouver Islands waren die Kragen aus Bastgeflecht, die Ober- und Unterkante mit Otterpelz umsäumt, auch trugen die Vornehmen ganze Mäntel daraus, insbesondere bei besonderen Anlässen.
Georg Wilhelm Steller berichtete: „In den Ländern Kamtschatja ist kein größerer Staat als ein Kleid wie ein Sack zusammen genehet, welches Parka genennet wird. Es bestehet aus weißen Fellen von Kälbern der Rennthiere, welche Puschiki genennet werden, und diese sind mit einem Saum von Meerotterfelle eingefasset; auch werden Handschuhe und Mützen aus Meerotterhaut verfertigt.“ Außerdem wurden nach Angabe von Steller die Schwänze hochgeschätzt und zu damaliger Zeit um 1 ½ bis 2 Rubel verkauft, während ein ganzer Pelz allerbester Beschaffenheit 25 bis 30 Rubel einbrachte. Da die Haare am Schwanz dichter und feiner als am Kopf sind, schnitten die Küstenindianer den Schwanz immer ab und verkauften ihn extra. Von Lichtenstein erwähnte: „Selbst an sonst schlechten und abgetragenen Bälgen pflegt der Schwanz noch von Wert zu sein, weil das Tier ihn beim Schlafen unter den Leib nimmt und sein Haar nicht, wie das des Rumpfes, auf dem Eise anfriert, und beim Aufstehen ausreißt“.
Der größte Teil der anfallenden Felle ging über 150 Jahre lang über den Markt von Kjachta nach China, wo er für die Gewänder chinesischer Würdenträger verwendet wurde.
Im Russland der Zarenzeit wurden die Offiziersuniformen mit Seeotter besetzt. Von den vorher in sechs, möglichst gleich große Kragen aufgeteilten Fellen wurde für eine Uniform zwei Kragen benötigt, eines für den Doppel-Stehkragen und eines für die Manschetten; am besten geeignet waren die beiden Rückenflächen. Zur Verbrämung der Paradeuniformen der Husarenoffiziere wurde ein großes Fell mit fünf bis sechs Kragenflächen verbraucht. Bis zum Anfang des Ersten Weltkriegs (1914) gingen inzwischen 90 Prozent der Seeotterfelle nach Russland.
Wegen des großen Gewichts wurde das Seeotterfell nur selten für Damenkleidung genutzt, Mitte des 19. Jahrhunderts wurde es daher vorwiegend zu Muffen und Jackenverbrämungen verarbeitet. Erst als im Januar 1968 über die Auktion in Seattle noch einmal Felle auf den Weltmarkt kamen, waren die Veredler dank der Weiterentwicklung der Pelzzurichtung in der Lage, die Felle wesentlich leichter zu gerben. Damit eröffneten sich neue Verwendungsmöglichkeiten, zudem der größere Bedarf für die russische Armee entfallen war. Mangels nennenswerter Anlieferungen blieb das jedoch ohne Bedeutung.
1902 bemerkt ein deutscher, in Paris bei Révillon Frères als Werkstattleiter tätiger Kürschner: „Die Verarbeitung der Seeotter ist wegen der fast gleichmäßigen Färbung und Rauche der Haare eine verhältnismässig leichte. Auch der Strich der Haare ist nur wenig bemerkbar und gestattete beispw. Muffen auch quer aus dem Fell zu schneiden“. Offenbar handelte es sich hierbei um gerupfte, von Grannen befreite Seeotterfelle.
Aus Seeotterfellen wurden bis zur Inschutzstellung im Jahr 1912 hauptsächlich Besätze auf Herren-Gehpelze gearbeitet, wie erwähnt reichte ein großes Fell für fünf Kragen. Der Wert der Kragen richtete sich nach der Schönheit. Bei schwarzen und wenig weißhaarigen Fellen sowie bei ausnahmsweise schönen, überall gleichmäßig silbrigen Fellen, die allerdings sehr selten waren, waren das die Rückenkragen. Bei mittleren gutsilbrigen Fellen waren gewöhnlich die Seitenkragen sehr viel reichlicher mit weißen Grannenhaarpitzen durchsetzt und deshalb wertvoller als die Rückenkragen. Als nächster im Wert folgte der Pumpfkragen, der Kragen aus dem hinteren Fellende. Da er reichlich mit Silber versehen war, war er jedoch, trotz geringerer Haarqualität, häufig dem Rückenkragen gleich. Der Kopfkragen fiel dagegen meist sehr ab, da die Felle entweder sehr dünne oder aber sehr weiße Köpfe aufweisen, meist fanden sie deshalb mit den übrigen abfallenden Stücken anderweitig Verwendung. Für Damenmäntel sollten möglichst nur kleine, dünnledrige Seeotterfelle benutzt werden.
Noch 1968 schrieb Effi Horn in ihrem Buch Pelze zur legendären Haltbarkeit von Seeotterfell: „Die Geldanlage war nicht schlecht: heute noch findet sich in manchem bescheidenen Kleiderschrank Großvaters Seeotterkragen, freilich inzwischen heller und gelber, etwas abgewetzt oder gar krummspitzig geworden.“

### Sortierung und Bewertung der Seeotterfelle
Die bei anderen Fellarten übliche unterschiedliche Bewertung nach dem geographischen Herkommen scheint es bei Seeotterfellen nicht gegeben zu haben. Die Bewertung und Sortierung richtete sich im Handel nach der Farbe und dem Glanz des Haarkleids, insbesondere nach der wechselnden Einsprengung der Silberspitzen. Die russisch-sibirischen Aufkäufer machten Abstufungen, die wahrscheinlich dem Geschmack ihrer besten Abnehmer, den Chinesen, entsprachen. Steller gibt entsprechend als Unterscheidung an: „Von den allerkostbarsten Häuten sind wohl einige durchgehend schwarz, andere überall sehr weiß und glänzen als Silber; diese Felle aber kommen sehr selten vor. Gute Meerottern haben graue silberfarbige Köpfe, an geringeren sind die Köpfe von dunkelbraun und grau vermischet, auch schwarzbraune Haare. Die schlechtesten besitzen keine Grannen, sondern nur braune Grundwolle, doch sind ihre Schwänze immerhin langhaarig und von schönster Schwärze.“
Ein Pelzfachbuch aus dem Jahr 1988 machte jedoch auch regionale Unterschiede aus:
Alaska (Sitkafelle)
Feinste Qualität; dunkelste Farbe, besonders auffallend gesilbert. Die kleinste Sorte, wegen der schmalen Form war in Russland die Bezeichnung Pijawka (Blutegel) gebräuchlich.
Japan
Größer; feinste Sorte; seinerzeit sehr großer Anfall.
In Russland wurden, je nach Beschaffenheit, folgende Handelsbezeichnungen gebraucht:
Felle feinster Qualität = Matka (Mutter); dunkle Felle mittlerer Größe = Koschlock; große Felle ohne Silber = Gluhoi (taub).
Der englische Seefahrer John Meares (1756–1809) nannte diejenigen Felle als am höchsten geschätzt, an denen Hals und Bauch mit dichten Stichelhaaren dicht besetzt sind, wovon sich der übrige Körper durch feinstes schwarzes Haar mit Silberglanz abhebt. Die beste Sorte sollten Felle von zwei- bis dreijährigen Tieren sein, auch galten Winterbälge als weit schöner und dichter als die aus dem Sommer und dem Herbst. Außerdem sollten die Pelze männlicher Tiere unvergleichlich schöner sein als die der weiblichen, weil sie von tieferem Schwarz und samtartigem Haar seien, während bei den Weibchen Kopf und Unterleib mit grobem Haar bedeckt sind.
Über die Unterscheidung nach Altersstufen berichtete Joseph Billings, im Wesentlichen übereinstimmend mit Steller: „Das Fell der Jungen ist rauh und lang, von hellbrauner Farbe (beinahe wie bei jungen Bären) und wird deshalb Medweka genannt, das bedeutet eben Jungbär; es ist von keinem Wert. Die von mittlerer Größe sind dunkler und kostbar, diese nennt man Koschlok. Aber die kostbarsten von allen sind diejenigen, die man Matka oder Mutter nennt; die größten dieser Art sind etwa fünf Fuß lang [als ausgedehntes Fell] und haben einen reichen, beinahe schwarzen Pelz mit einigen längeren, glänzenden, weißen Haaren vermischt. Die Haare stehen aufrecht und neigen sich nach keiner Seite hin, sie sind einen bis anderthalb Zoll lang [25 bis 38 Millimeter].“
Die zuletzt, wohl auch die auf den Londoner Auktionen maßgebende Klassifizierung, nennt H. J. Snow im Jahr 1910: „Die feinsten Pelze sind schwarz, überall von Siberspitzen durchsetzt in etwa ¾ Zoll [20 Millimeter] Abstand. Falls ein Pelz dieser Art die volle Größe hat, dicht und gleichmäßig behaart und gesprenkelt ist, sowie durch und durch gleichmäßig gefärbt (den Kopf ausgenommen, der oft weiß ist), so gilt er als Pelz Nr. 1 und bringt einen hohen Marktpreis. Die nächste Stufe ist nicht so dunkel, kann jedoch ebenso schön behaart und gestichelt sein. Dann kommen die dunkelbraunen Stücke, weiterhin die von hellerer Tönung, mit oder ohne Silberspitzen; danach die rußbraunen und zuletzt die ‚wolligen‘, mit kurzem Haar ohne oder fast ohne Grannen, die bisweilen aschgrau oder mausfarben sind und so aussehen, als wären die Haare mit der Schere gestutzt.“

## Mythologie
In der germanischen Mythologie verwandelte sich der Sohn des Zauberers und Bauern Hreidmar, Otter (auch Otur oder Otr) in einen Otter. Er wurde vom Gott Loki mit einem Steinwurf getötet. Die Asen Loki, Odin und Hönir zogen dem Otur den Balg ab. Der Bauer Hreidmar erkannte in dem Otterbalg die Haut seines Sohnes wieder und setzte die Asen gefangen. Hreidmar forderte von den Göttern eine Wiedergutmachung: Sie sollten den abgezogenen Balg des Otters mit Gold füllen und auch von außen mit Gold bedecken. Loki bekam das Gold vom Zwerg Andvari, der den Schatz jedoch mit einem Fluch belegte. Das Gold reichte aus, um das Otterfell zu füllen sowie zu bedecken – außer einem Schnurrhaar, für das sie den unrechtmäßig ebenfalls mitgenommenen Ring Andvaranaut verwenden mussten. Damit ging der Fluch auf Hreidmar und seine Sippe über.

## Prousts Mantel
Eine besondere Beachtung fand der mit Otterfell gefütterte und als Schalkragen besetzte Mantel des Schriftstellers Marcel Proust, dessen Geschichte Lorenza Foschini in ihrem 2008 in Italien und 2011 auf deutsch erschienenen Buch schilderte. In der Oper Trois contes, uraufgeführt am 6. März 2019, wurde ihr Werk außerdem als literarische Vorlage verwendet.
Den Mantel trug Proust etwa seit seinem 20. Lebensjahr: „Fortan änderte er diese Art der Bekleidung nicht mehr und vermittelte so den Eindruck, für ihn sei die Zeit stehengeblieben Er sah aus wie ein einbalsamiertes Abbild seiner Jugend“. Proust trug den schweren Zweireiher „sogar an den heißesten Sommertagen, der bei allen, die ihn gekannt haben, legendär wurde“. Entsprechend oft wurde er in diesem Teil abgebildet. Er diente ihm als Decke, wenn er nachts schrieb.
Auf dem Umschlagbild des Werks von Lorenza Foschini sieht der Mantel dunkelbraun aus, der Kostümbildner Piero Tosi beschrieb ihn jedoch als einen „Mantel aus dunkelgrauem, fast schwarzen Wollstoff, mit Otterfell gefüttert“. Auch das naturfarbig braun aussehende Kragenfell wurde von Foschini als „Kragenaufschlag aus schwarzem Pelz“ beschrieben. Ein Firmenetikett oder Hinweis auf den Schneider oder Kürschner befindet sich nicht am Mantel.
Im Jahr 1913 porträtierte Jean Cocteau auf einer Skizze den in den Mantel gehüllten Schriftsteller. Die Schriftstellerin Marthe Bibesco erwähnte den Mantel: „Marcel Proust kam und setzte sich mir gegenüber auf einen kleinen vergoldeten Stuhl, als käme er aus einem Traum, mit seinem pelzgefütterten Mantel, seinem leiderfüllten Gesicht und seinen Nachtaugen“. Paul Morand beschrieb Proust in seinen Memoiren als „einen sehr blassen Mann, eingehüllt in einen alten pelzgefütterten Mantel. […]“.
Selbstironisch schrieb Proust an Philipp Sasson, den Enkel des Barons Gustave de Rothschild: „Einer Ihrer berühmtesten Landsleute hat mich hoch geehrt, als er bemerkte: ‹Der größte Eindruck, den meine Frau und ich aus Paris mitnehmen, ist die Begegnung mit Mr. Proust›. Das hat mich sehr gefreut, doch leider zu früh, denn er fügte hinzu: ‹Wir haben nämlich noch nie zuvor einen Mann im Pelzmantel essen sehen.›“
Prousts Mantel wird heute, eingeschlagen in Seidenpapier, in einem Pappkarton in Paris im Musée Carnavalet in der Rue de Sévigné aufbewahrt, wegen seines schlechten Zustands nicht öffentlich ausgestellt.

## Zahlen, Fakten
Detaillierte Handelszahlen über Rauchwaren finden sich bei
• Emil Brass: Aus dem Reiche der Pelze. Verlag der „Neuen Pelzwaren-Zeitung und Kürschner-Zeitung“, Berlin 1911
• Emil Brass: Aus dem Reiche der Pelze. 2. Auflage, Verlag der „Neuen Pelzwaren-Zeitung und Kürschner-Zeitung“, Berlin 1925
• Emil Brass: Aus dem Reiche der Pelze (1911) (Digitalisat – Internet Archive)
• Milan Novak u. a., Ministry of Natural Resources: Wild furbearer management and conservation in North America.  Ontario 1987 (englisch). ISBN 0-7778-6086-4
• Milan Novak u. a., Ministry of Natural Resources: Furbearer Harvests in North America, 1600-1984. Anhang zu vorstehendem Wild furbearer management and conservation in North America.  Ontario 1987 (englisch). ISBN 0-7729-3564-5
| Weltproduktion Otterfelle Die Schätzungen betrugen: | Weltproduktion Otterfelle Die Schätzungen betrugen: | Weltproduktion Otterfelle Die Schätzungen betrugen: | Weltproduktion Otterfelle Die Schätzungen betrugen: | Weltproduktion Otterfelle Die Schätzungen betrugen: |
|                                                     |                                                     |                                                     |                                                     | Felle                                               |
| --------------------------------------------------- | --------------------------------------------------- | --------------------------------------------------- | --------------------------------------------------- | --------------------------------------------------- |
| 1864                                                | Heinrich Lomer                                      |                                                     |                                                     | 45.000                                              |
| 1900                                                | Paul Larisch / Joseph Schmid                        |                                                     |                                                     |                                                     |
|                                                     |                                                     | Nordamerika (Virg. Otter)                           | 25.000                                              |                                                     |
|                                                     |                                                     | Europa                                              | 30.000                                              |                                                     |
|                                                     |                                                     | Asien                                               | 70.000                                              |                                                     |
|                                                     |                                                     | Afrika                                              | –                                                   |                                                     |
|                                                     |                                                     | Südamerika                                          | 20.000                                              | 145.000                                             |
| 1923/24                                             | Emil Brass                                          |                                                     |                                                     | 160.000                                             |
| 1930                                                | IPA - Internationale Pelzfach-Ausstellung           |                                                     |                                                     | 160.000                                             |
| 1950                                                | Friedrich Lübstorff                                 |                                                     |                                                     | 80.000                                              |

Verkauf von Seeotterfellen 1871–1910 (in Tausend Fellen)

- 1772 rüstete der russische Gewehrfabrikant Asanessei Orechoff eine vierte Expedition aus, auf dem in Ochotsk erbauten Schiff „St. Wladimir“ unter dem Befehl des Steuermanns Saikoff. 1773 fuhr Saikoff von der Kupferinsel, der Heimat einer großen Sealherde, weiter nach Alaska und den aleutischen Inseln. Von den Eingeborenen wurden Felle gegen Korallen, Glasperlen, Kupferkessel, Tabak und Kleidungsstücke eingetauscht. Als neues Tauschmittel führte Saikoff Katzenfelle ein, die von den Aleuten gern genommen wurden und gegen Polarfüchse und Seeottern umgetauscht wurden. Das Schiff kehrte erst 1776 nach Ochotsk zurück, zusätzlich zu dem Tribut an die russische Krone bestand die Ausbeute aus 3863 Seeottern, 3874 Seeotterschwänzen, 583 jungen Seeottern, 549 Silberfüchsen, 1099 Kreuzfüchsen, 1204 Rotfüchsen, 1104 Blaufüchsen, 92 Fischottern, 1 Vielfraß, 3 Wölfe, 1750 Sealskin und 370 Pfund Walrosszähnen.[21]
- 1794 wurden 50.937 amerikanische Otterfelle nach London exportiert. In der Zeit zwischen 1800 und 1850 wurden anscheinend („apparently“) 767.722 Otterfelle nach England ausgeführt.[10]
- Nach 1800 kamen jährlich noch etwa 20.000 Seeotterfelle auf den Markt.[35]
- 1801 veröffentlicht von Gerhard Heinrich Buse:

Preise:
In Thüringen wird ein gewöhnlicher Fischotterbalg vom Kürschner mit 12 rth. und ein großer mit 16 rth. bezahlt.
In Orenburg Vom großen Schlage I St. I Rub. 50 Kop.
mittlere - I Rub. 20 Kop.
kleine - I Rub.
sonst auch - 3 bis 4 Rub.
In Kjachta Flußottern 2 bis II Rub.
Bäuche 30 Kop.
In London Kanadische 26 bis 26½ Shelling
Ein schöner Balg von der Meerotter gilt 90 bis 140 Rubel und die zu Mützengebrämen und Handschuhen gebräuchlichen Schwänze werden mit 3-7 Rubel bezahlt.
Preis in Petersburg:
lang und 1,5 breit - 150 Rubel
 mittlere - 50 Rubel
geringere - 25 Rubel
Preis in Kiachta:
Bobry morskye, alt (Matki) - 90 bis 140 Rubel
mittlere (Koschloki) - 30 bis 40 Rubel
Schwänze 2 bis 7 Rubel

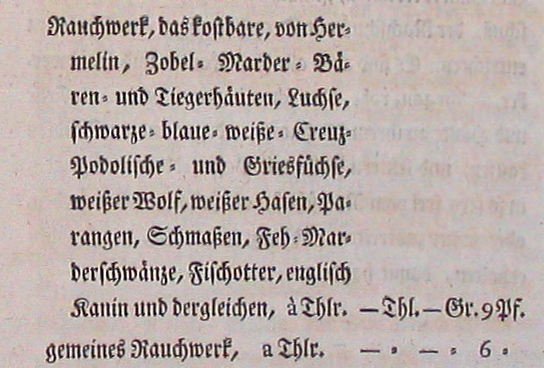
Preisedikt für rohes (ungegerbtes) Rauchwerk (Sachsen, 1801)

- 1864, Heinrich Lomer: So braucht man sie in Bayern zu Hauben für Frauen, in Preußen zu Mützen der Husarenoffiziere, in Canada zu langen Frauenhandschuhen. Der Preis der Otterfelle ist 4 bis 20 Thaler per Stück.
- 1891 kamen nur noch 3000 Seeotterfelle in den Handel, 1880 kostete ein Fell „1200,- Mark, 1890… 4000,- Mark, 1914 bereits 8000,- Mark“.[35]
- 1910 erbeuteten 31 Schiffe, die nach den Seeottern suchten, nur noch 30 Stück.[35]
- 1911 schätzte der Rauchwarenhändler Emil Brass das jährlich auf den Markt kommende Quantum von Landotterfellen auf etwa 30.000 Stück.[9]

Bagdad Otter, Indische Otter, Himalaya-Otter, Herkommen aus Birma, Malakka, Sumatra und Java, diese asiatischen Ottern hatten zu der Zeit neben anderen wenig Bedeutung, es kamen nur wenige auf den Markt, der Preis eines Fells überstieg wahrscheinlich selten 3 Mark:.
Vermehrt kamen vor 1911 chinesische Qualitäten auf den Markt (jährlich etwa 25.000), der Preis lag bei durchschnittlich 10 Mark das Stück. Noch früher war bei den Fellen dann bereits das Grannenhaar entfernt, zu der Zeit ungerupft.
Die Felle des vom chinesischen Otter sehr verschiedenen japanischen Fischotters gelangten nur wenig zur Ausfuhr, da sie im Inland gerupft zu Pelzkragen verarbeitet wurden.
Aus Afrika kamen vor 1911 jährlich 2000 bis 3000 Fischotterfelle in den Handel.
- 1912 Großbritannien, Russland und Japan verbieten den Fang des Seeotters auf offener See. Das Abkommen wurde später mehrfach verlängert.[35]
- 1913 wurden 81 Seeotter gefangen.[23]
- 1924 wurde in Russland das Verbot des Erwerbsfangs für Seeotter ausgesprochen.[1]
- 1930 fielen laut einer Statistik der IPA (= Internationale Pelz- und Jagdausstellung in Leipzig) weltweit 160.000 Fischotterfelle an.[6]
- 1934 wurde der Otter in Deutschland völlig geschützt.[35]
- Vor dem Zweiten Weltkrieg (1939 bis 1945) lieferte Kanada durchschnittlich jährlich 10.000 bis 15.000 Fischotterfelle, die Sowjetunion 5000 bis 10.000, davon 40 Prozent aus Sibirien.[35]
- Vor 1944 betrug der Höchstpreis

für europäische Otterfelle 90 RM
für nordamerikanische Otterfelle („Virginische“)
naturfarben dunkel 350,- RM; hell 200,- RM
geblendet groß 150,- RM; klein 80 RM,-
sealgefärbt groß 160 RM,-; klein 80,- RM.
- 1951 schrieb Alexander Tuma in seinem Pelzlexikon, dass zu der Zeit eine Fangerlaubnis für jährlich 15 Seeotter bestand.[38]
- 1959 kamen auf einer Londoner Februarauktion etwa 100 extra kleine asiatische Otterfelle, offenbar Bagdads, zum Angebot. Die Felllänge betrug etwa 35 bis 45 Zentimeter, sie waren mittelrauch, hellfarbig, rund abgezogen. Der Frankfurter Rauchwarenexperte, der die Ware erworben hatte, bemerkte dazu, dass während seiner 45-jährigen Einkaufstätigkeit noch nie ein derart „großes“ Angebot kleiner Otterfelle angeliefert wurde.[7]
- 1960 wurde als jährlicher Anfall argentinischer Herkommen 2000 bis 3000 Felle angegeben.[7]
- 1962 wurden von den USA erstmals wieder Probefänge für Seeotter durchgeführt.[1]
- Von 1965 bis 1980 hat sich die Zahl der in Nordamerika gefangenen Otter nahezu verdoppelt, die jährliche Ernte betrug in den späten 1970ern um die 50.000 Felle im Wert von etwa 3 Millionen Dollar (Deems and Pursley 1983).[10]
- 1966/67, in dieser Saison betrug die Ausbeute in den USA 16.980 Fischotter.[35]
- 1971/72, wurden in Kanada 15.261 Otterfelle erfasst, von denen jedes durchschnittlich 33,5 Dollar erbrachte.[1]
- 1983/1984 fielen in Kanada 15.850 Felle an, sie erzielten einen Durchschnittspreis von 18,71 Dollar. In den USA waren es 17.285 Felle (zusammen 33.135).[39]
- 1988 wurde der weltweite Anfall von Otterfellen auf weit unter 100.000 geschätzt.[6]

## Anmerkung
1. 1 2  Die angegebenen vergleichenden Werte (Koeffizienten) sind das Ergebnis vergleichender Prüfung durch Kürschner und Rauchwarenhändler in Bezug auf den Grad der offenbaren Abnutzung. Die Zahlen sind nicht eindeutig, zu den subjektiven Beobachtungen der Haltbarkeit in der Praxis  kommen in jedem Einzelfall Beeinflussungen durch Pelzzurichtung und Pelzveredlung sowie zahlreiche weitere Faktoren hinzu. Eine genauere Angabe könnte nur auf wissenschaftlicher Grundlage ermittelt werden. Die nach praktischer Erfahrung haltbarsten Fellarten wurden auf 100 Prozent gesetzt.

## Belege
1. 1 2 3 4 5 6  
Heinrich Dathe, Paul Schöps, unter Mitarbeit von 11 Fachwissenschaftlern: Pelztieratlas. VEB Gustav Fischer Verlag Jena, 1986, S. 185–190.
2. 1 2  Paul Schöps; H. Brauckhoff, Stuttgart; K. Häse, Leipzig, Richard König, Frankfurt/Main; W. Straube-Daiber, Stuttgart: Die Haltbarkeitskoeffizienten der Pelzfelle in Das Pelzgewerbe, Jahrgang XV, Neue Folge, 1964, Nr. 2, Hermelin Verlag Dr. Paul Schöps, Berlin, Frankfurt/Main, Leipzig, Wien, S. 56–58
3. ↑  Paul Schöps, Kurt Häse: Die Feinheit der Behaarung - Die Feinheits-Klassen. In: Das Pelzgewerbe Jg. VI / Neue Folge, 1955 Nr. 2, Hermelin-Verlag Dr. Paul Schöps, Leipzig, Berlin, Frankfurt am Main, S. 39–40 (Anmerkung: fein (teils seidig); mittelfein (teils fein); gröber (mittelfein bis grob)).
4. ↑  Anna Municchi: Ladies in Furs 1900–1940. Zanfi, Mailand 1952, engl., ISBN 88-85168-86-8. Primärquelle D'Annunzio unter dem Pseudonym „Happemouche“ in: La Tribuna, Rom, in der Kolumne „Cronachetta“.
5. ↑  . Version 2015.4. Abgerufen am 3. Februar 2016.
6. 1 2 3 4 5 6 7 8 9 10 11 12  
Christian Franke/Johanna Kroll: Jury Fränkel´s Rauchwaren-Handbuch 1988/89. 10. überarbeitete und ergänzte Neuauflage, Rifra-Verlag Murrhardt, S. 66–72.
7. 1 2 3 4 5 6 7 8 9  Paul Schöps, Kurt Häse, Richard König, Fritz Schmidt: Der Fischotter. In: Das Pelzgewerbe Jg. XI / Neue Folge, 1960 Nr. 1, Hermelin-Verlag Dr. Paul Schöps, Berlin, Frankfurt/Main, Leipzig, Wien, S. 6–20.
8. ↑  Heinrich Lomer: Der Rauchwaarenhandel. Leipzig 1864, S. 62.
9. 1 2 3 4 5 6 7 8 9  
Emil Brass: Aus dem Reiche der Pelze. 1. Auflage, Verlag der „Neuen Pelzwaren-Zeitung und Kürschner-Zeitung“, Berlin 1911, 509-517.
10. 1 2 3 4  
Milan Novak u. a., Ministry of Natural Resources: Wild furbearer management and conservation in North America.  Ontario 1987, chapter 47 River Otter (englisch). ISBN 0-7778-6086-4.
11. ↑  The Department of Information and International Relations, Central Tibetan Administration: Tibet 2003: Umwelt und Entwicklungsfragen. Weißbuch der Tibetischen-Regierung-im-Exil, Dharamsala Juli 2003, nichtautorisierte Übersetzung aus dem Englischen. .
12. ↑  
Francis Weiss: From Adam to Madam. Aus dem Originalmanuskript Teil 1 (von 2), hier S. 51.
13. ↑  Heinrich Lomer: Der Rauchwaarenhandel. 1864, S. 41
14. ↑  Jos. Klein: Der sibirische Pelzhandel und seine Bedeutung für die Eroberung Sibiriens. Inaugural-Dissertation zur Erlangung der Doktorwürde der Rheinischen Friedrich-Humboldt-Universität Bonn, 1900. S. 15–16. Primärquelle Steller S. 128.
15. ↑  Peter Nath Sprengel: P. N. Sprengels Künste und Handwerke in Tabellen, Bände 5-6. Verlag der Buchhandl. der Königl. Realschule, Berlin 1790, S. 85
16. ↑  Paul Schöps u. a.: Der Materialbedarf für Pelzbekleidung. In: Das Pelzgewerbe Jg. XVI / Neue Folge 1965 Nr. 1, Hermelin-Verlag Dr. Paul Schöps, Berlin u. a., S. 7–12. Anmerkung: Die Angabe für ein Body erfolgte nur, um die Fellsorten besser vergleichbar zu machen. Tatsächlich wurden nur für kleine (bis etwa Bisamgröße) sowie für jeweils gängige Fellarten Bodys hergestellt, außerdem für Fellstücken. Folgende Maße für ein Mantelbody wurden zugrunde gelegt: Körper = Höhe 112 cm, Breite unten 160 cm, Breite oben 140 cm, Ärmel = 60 × 140 cm.
17. 1 2 3 4 5 6 7  
Paul Schöps, Kurt Häse, Richard König, Ingrid Weigel: Der Seeotter. In: Das Pelzgewerbe  Jg. XIX / Neue Folge 1968 Nr. 2, Hermelin-Verlag Dr. Paul Schöps, Berlin, Frankfurt/Main, Leipzig, Wien, S. 8–31.
18. ↑  www.fortrossstatepark.org: Robin Joy: More about the Sea Otter (englisch). Abgerufen am 13. März 2012
19. ↑  Dr. Paul Schöps, Kurt Häse: Zur Lagerung von Pelzwerk, Kapitel Die Lebensdauer veredelter und konfektionierter Ware. In: Das Pelzgewerbe, Jahrgang VII/Neue Folge Nr. 2, Hermelin-Verlag Dr. Paul Schöps, Berlin, Leipzig 1957, S. 66
20. ↑  Comparative durability and weight of furs. In: J. Walter Jones: Fur Farming in Canada., S. 125 (englisch).
21. 1 2  
Emil Brass: Aus dem Reiche der Pelze. 2. verbesserte Auflage, Verlag der „Neuen Pelzwaren-Zeitung und Kürschner-Zeitung“, Berlin 1925, S. 161–190.
22. 1 2  Ohne Autorenangabe: Der Seeotter. In: Der Rauchwarenmarkt XXXI. Jg. Nr. 9/10, Leipzig 26. Februar 1943, S. 9
23. 1 2  A. R. Harding: Fur Buyer's Guide. Selbstverlag, Columbus, Ohio 1915, S. 338–341 (englisch).
24. ↑  Ohne Autorenangabe: Erster Seeotter-Mantel wird bei Berger hergestellt. In: Rund um den Pelz, Nr. 10, Oktober 1967, Rhenania Verlag, S. 83
25. ↑  Ohne Autorenangabe: Marco kaufte das teuerste Seeotterfell. In: „Marco - Informationen des Hauses Fränkische Pelzindustrie Märkle & Co“, Fürth Dezember 1967, S. 2–33. Anzeige der Seattle Fur Exchange: Seeotter. Erste Auktion seit 1911. Für Rechnung des Staates Alaska. Nur 1000 Felle. Verkaufsdatum: 30. Januar 1968. (Anmerkung: Wieso die laut Fränkel's Rauchwaren-Handbuch auf 1000 Felle begrenzte Fangquote mit dem Leningrader Angebot offenbar überschritten wurde, geht aus den angeführten Quellen nicht hervor.)
26. ↑  J. Cook, King: A Voyage to the Pacific Ocean. London 1785, Band 2, S. 295. Sekundärquelle Arnold Jacobi.
27. ↑  J. Jewitt: The Adventures and Sufferings of John R. Jewitt, only Survivor of the Ship Boston etc. Edinburgh 1824. 8. Deutsch: John Jewitt, Makwinnas Gefangener. Meine Abenteuer und Leiden bei den Indianern am Nutkasund. Leipzig, 1928, S. 42–43. Sekundärquelle: Arnold Jacobi.
28. 1 2 3 4  
Arnold Jacobi: Der Seeotter. Reihe Monographien der Wildsäugetiere, Band VI, Verlag Dr. Paul Schöps, Leipzig 1938, S. 55–67.
29. ↑  J. A. N.: Leather, Saddlery and Harness, Skins, Fur, and Hair. In  Great exhibition of the works of industry of all nations, 1851: official descriptive and illustrated catalogue, S. 530 (englisch). ETH-Bibliothek Zürich. Abgerufen am 22. März 2022.
30. ↑  Paul Larisch, Josef Schmid: Das Kürschner-Handwerk. III. Teil, Selbstverlag, Paris, November 1902, S. 57.
31. ↑  Paul Cubaeus, Alexander Tuma: Das Ganze der Kürschnerei. 2. überarbeitete Auflage,  A. Hartleben’s Verlag, Wien, Leipzig 1911, S. 352–353.
32. ↑  Effi Horn: Pelze. Verlag Mensch und Arbeit, München 1968, S. 161.
33. ↑  H. J. Snow: In Forbidden Seas. Recollections of Sea-Otter Hunting in the Kurils. London, 1910, S. 273. Sekundärquelle Artur Jacobi, S. 57.
34. ↑  Lorenza Foschini: Prousts Mantel - Die Geschichte einer Leidenschaft. Nagel & Kimche im Hanser Verlag München, 2011, ISBN 978-3-312-00482-9.
35. 1 2 3 4 5 6 7  
Fritz Schmidt: Das Buch von den Pelztieren und Pelzen. F. C. Mayer Verlag, München 1970, S. 282–287, 328-333.
36. ↑  Gerhard Heinrich Buse: Das Ganze der Handlung. Erfurth 1801, Abschnitt Otterfelle, S. 54 (Sekundärquelle Schöps, in Das Pelzgewerbe 1960, Heft 1).
37. ↑  Friedrich Malm, August Dietzsch: Die Kunst des Kürschners. Fachbuchverlag Leipzig 1951, S. 53, 73.
38. ↑  
Alexander Tuma: Pelz-Lexikon. Pelz- und Rauhwarenkunde. XXI. Band. Verlag Alexander Tuma, Wien 1951. Stichwort „Seeotter“.
39. ↑  Milan Novak u. a., Ministry of Natural Resources: Furbearer Harvests in North America, 1600-1984, Supplement to Wild furbearer management and conservation in North America.  Ontario 1987, S. 188 (englisch). ISBN 0-7729-3564-5.